# Lịch sử hành chính Quảng Trị
Quảng Trị là một tỉnh thuộc vùng Bắc Trung Bộ, miền Trung Việt Nam. Phía bắc giáp tỉnh Hà Tĩnh, phía nam giáp thành phố Huế, phía đông giáp Biển Đông, phía tây giáp tỉnh Khammuane, tỉnh Savannakhet và tỉnh Salavane của Lào. Vào thời điểm hiện tại (năm 2025), tỉnh Quảng Trị có 78 đơn vị hành chính cấp xã, gồm 69 xã, 08 phường và 01 đặc khu.

## Thời cổ đại

### Trong cổ sử
Từ thời Hùng Vương - An Dương Vương, vùng Quảng Trị ngày nay được cho là thuộc lãnh địa bộ Việt Thường của Nhà nước Văn Lang - Âu Lạc. Đầu Nhà Hán thuộc (từ năm 111 trước Công Nguyên đến năm 192), Quảng Trị thuộc đất quận Nhật Nam. Cuối thế kỷ 2, nhân triều đình nhà Hán sụp đổ, Trung Quốc rơi vào tình trạng loạn lạc, cát cứ, một chính quyền bản xứ của quận Nhật Nam và xứ Tượng Lâm đã được hình thành, lập nên vương quốc Lâm Ấp. Lãnh thổ của Lâm Ấp được phỏng đoán tương ứng với vùng từ đèo Hải Vân đến đèo Ngang ngày nay, tức bao gồm cả vùng Quảng Trị.

## Thời trung đại

### Thời Lý
Tuy mãi đến thế kỷ 10 mới giành lại được độc lập, nhưng các chính quyền của nhà nước Đại Việt nhanh chóng phát triển về mọi mặt và luôn tìm cách phát triển lãnh thổ để giành lấy không gian sinh tồn trước sự uy hiếp của Trung Quốc ở phía Bắc và Chăm Pa (hậu thân của Lâm Ấp) ở phía Nam. Sự phát triển nhanh chóng của Đại Việt là mối lo ngại cho Chăm Pa cũng như tham vọng của nhà Tống. Để loại trừ mọi uy hiếp ở phía Nam và phá tan âm mưu của nhà Tống câu kết với Chăm Pa đánh phá Đại Việt, năm 1069 vua Lý Thánh Tông thân chinh thống lĩnh 5 vạn quân cùng Lý Thường Kiệt đi tiên phong đánh thẳng vào kinh đô Chà Bàn, bắt được vua Chăm Pa là Rudravarman III (sử Việt chép tên là Chế Củ) đưa về Thăng Long.
Để chuộc tội, Chế Củ xin dâng 3 châu: Bố Chính, Địa Lý và Ma Linh cho Đại Việt. Vua Lý Thánh Tông nhận 3 châu đó rồi tha cho Chế Củ về nước. Ông cho đổi châu Địa Lý thành châu Lâm Bình, châu Ma Linh thành châu Minh Linh. Địa bàn của châu Minh Linh được phỏng đoán tương ứng với vùng đất từ Cửa Việt trở ra phía bắc Quảng Trị ngày nay, gồm các huyện Gio Linh, Cam Lộ, Đakrông, một phần đất của thành phố Đông Hà, các huyện Hướng Hóa và Vĩnh Linh hiện nay.

### Thời Trần
Một trong những sự kiện lịch sử đáng nhớ của Quảng Trị xảy ra vào thời nhà Trần. Năm 1306, vua Chăm Pa là Jaya Sinhavarman III (sử Việt chép là Chế Mân) dâng biểu cầu hôn lên vua Trần Anh Tông xin cưới Công chúa Huyền Trân và dâng 2 châu Ô và Lý (Rí) làm vật sính lễ. Vua Trần bằng lòng gả công chúa Huyền Trân cho Chế Mân và nhận hai châu Ô, Rí. Năm 1309, nhà Trần đổi châu Ô thành Thuận Châu, châu Rí thành Hóa Châu. Địa bàn Thuận Châu tương ứng với vùng đất từ sông Hiếu - Cửa Việt trở vào phía Nam Quảng Trị ngày nay, trong đó có các huyện Hải Lăng, Triệu Phong, thị xã Quảng Trị và một phần đất thành phố Đông Hà hiện nay.

### Thời kỳ Nam tiến
Từ đó cho đến khi người Việt hoàn thành công cuộc Nam tiến, dù có vài lần Chăm Pa chiếm lại được quyền kiểm soát, nhưng chung quy người Việt vẫn làm chủ được vùng này. Đặc biệt từ sau năm 1558, khi Nguyễn Hoàng được vua Lê Anh Tông sai vào trấn thủ Thuận Hóa, đóng Dinh Cát ở Ái Tử, các chúa Nguyễn đã áp dụng những chính sách di dân cũng như cho phép người nước ngoài nhập cư vào Đàng Trong, đặc biệt là người Hoa, nhằm làm tăng nhanh dân số cũng như tiềm lực kinh tế để làm cơ sở tranh hùng với các chúa Trịnh ở Đàng Ngoài.

### Thời nhà Nguyễn

Bản đồ tỉnh Quảng Trị (廣治) của nhà Nguyễn Việt Nam in trong Đại Nam nhất thống chí

Trong suốt gần 300 năm, vùng đất Quảng Trị tồn tại với tên gọi Cựu dinh thuộc vào trấn Thuận Hóa. Mãi đến sau khi Gia Long lên ngôi năm 1802, đã đặt lại Cựu dinh thành dinh Quảng Trị, bao gồm các huyện Hải Lăng, Đặng Xương (tên cũ là Vũ Xương), Minh Linh và đạo Cam Lộ. Năm 1806, Quảng Trị trở thành dinh trực lệ kinh sư Huế. Năm 1822, đặt châu Hướng Hóa lệ thuộc đạo Cam Lộ. Đến năm 1827, dinh Quảng Trị nâng lên thành trấn Quảng Trị. Năm 1832, trấn Quảng Trị đổi thành tỉnh Quảng Trị. Năm 1853, tỉnh Quảng Trị hợp nhất với phủ Thừa Thiên thành đạo Quảng Trị. Tới năm 1876, tỉnh Quảng Trị được tái lập.

## Thời Pháp thuộc và Nhật thuộc

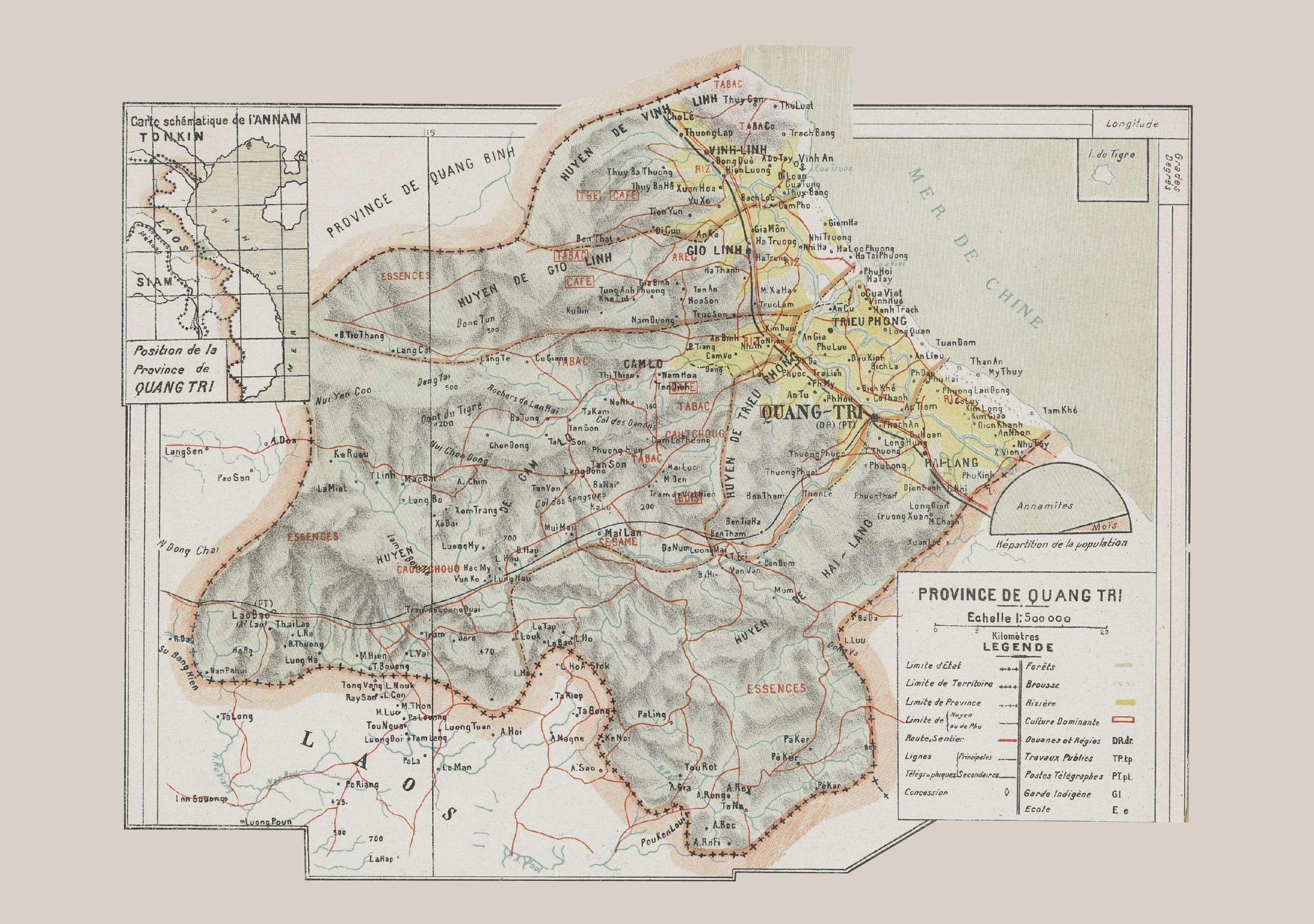
Bản đồ tỉnh Quảng Trị năm 1909

Sau khi nắm được quyền kiểm soát Đông Dương, ngày 3 tháng 5 năm 1890, Toàn quyền Đông Dương Jules Georges Piquet ra Nghị định hợp Quảng Trị với tỉnh Quảng Bình thành tỉnh Bình Trị. Ngày 23 tháng 1 năm 1896, Toàn quyền Paul Armand Rousseau ra Nghị định rút Quảng Trị ra khỏi địa hạt thuộc quyền Công sứ Đồng Hới, cùng Thừa Thiên dưới quyền Công sứ Trung Kỳ, đặt một phó Công sứ đại diện cho Khâm sứ ở Quảng Trị. Đến năm 1900, Toàn quyền Paul Doumer ra Nghị định tách Quảng Trị ra khỏi Thừa Thiên lập thành một tỉnh riêng biệt gồm 4 phủ: Triệu Phong (Thuận Xương cũ), Hải Lăng, Vĩnh Linh (Chiêu Linh cũ) Cam Lộ và huyện Gio Linh. Công sứ đầu tiên là Quillet (1900 - 1902). Ngày 17 tháng 2 năm 1906, thời viên công sứ Pháp là Valentin (1903 - 1907), Toàn quyền Paul Beau ra Nghị định thành lập thị xã Quảng Trị và đặt làm tỉnh lỵ.

## Giai đoạn 1945 - 1975

### Về phíaViệt Nam Dân chủ Cộng hòa

#### TỉnhQuảng Bình
Ngày 3 tháng 12 năm 1949, theo Báo cáo của Ủy ban kháng chiến hành chính Liên khu 4, tỉnh Quảng Bình gồm 5 huyện (62 xã): Bố Trạch, Quảng Trạch, Lệ Thủy, Tuyên Hóa, Quảng Ninh.

## Giai đoạn 1954 - 1975

### Về phíaViệt Nam Dân chủ Cộng hòa

#### TỉnhQuảng Bình
Ngày 26 tháng 6 năm 1958, Ủy ban hành chính Liên khu 4 ban hành Quyết định số 598/TC/CB-QN. Theo đó, thành lập thị trấn Ba Đồn thuộc huyện Quảng Trạch, tỉnh Quảng Bình. Thị trấn Ba Đồn gồm: Long Hòa, Long Hải, Long Thi, Long Thành được tách khỏi xã Quảng Long cùng huyện.
Ngày 26 tháng 5 năm 1959, Ủy ban hành chính tỉnh Quảng Bình ban hành Quyết định số 277-TCCB. Theo đó, tách xóm Phú Thượng Trong, gồm 28 hộ, 175 nhân khẩu khỏi xã Đức Ninh, huyện Quảng Ninh, tỉnh Quảng Bình để sáp nhập lại vào thị xã Đồng Hới. Các xóm: Diêm Hải, Lủy, Phú Thượng Ngoài và Phú Thượng Trong lập thành khu phố ngoại ô Phú Hải trực thuộc thị xã Đồng Hới.
Ngày 6 tháng 1 năm 1965, Hội đồng Chính phủ ban hành Quyết định số 6/CP. Theo đó, chia huyện Tuyên Hóa thuộc tỉnh Quảng Bình thành 2 huyện Tuyên Hóa và Minh Hóa:
1. Huyện Tuyên Hóa gồm 18 xã: Phù Hóa, Cảnh Hóa, Văn Hóa, Tiến Hóa, Châu Hóa, Mai Hóa, Phong Hóa, Cao Hóa, Ngư Hóa, Đức Hóa, Thạch Hóa, Đồng Hóa, Thuận Hóa, Lê Hóa, Kim Hóa, Hương Hóa, Thanh Hóa và Lâm Hóa.
2. Huyện Minh Hóa gồm 14 xã: Hóa Thanh, Hóa Tiến, Hóa Phúc, Hóa Hợp, Hóa Sơn, Dân Hóa, Hóa Sơn, Dân Hóa, Trung Hóa, Tân Hóa, Thượng Hóa, Quy Hóa, Xuân Hóa và Yên Hóa.

Ngày 11 tháng 6 năm 1965, Bộ trưởng Bộ nội vụ ban hành Quyết định số 216-NV. Theo đó, đổi tên xã Hàm Nghi và xã Đình Phùng thuộc huyện Lệ Thủy, tỉnh Quảng Bình: xã Hàm Nghi đổi tên là xã Kim Thủy, xã Đình Phùng đổi tên là xã Ngân Thủy.
Ngày 6 tháng 8 năm 1966, Bộ trưởng Bộ Nội vụ ban hành Quyết định số 246-NV. Theo đó, chia xã, thành lập thị trấn và điều chỉnh địa giới xã thuộc tỉnh Quảng Bình:
- Chia xã Cao Hóa thuộc huyện Tuyên Hóa tỉnh Quảng Bình thành 2 xã mới. Xã Quảng Hóa, gồm 3 hợp tác xã Vĩnh Xuân, Tiến Mai, Đồng Tiến và các hợp tác xã đồng bào khai quang định cư: Thọ Hạ, Thọ Linh, Bắc Sơn, Lâm Xuân, Minh Hóa, Minh Tâm, Tân Lý. Xã Cao Hóa gồm hợp tác xã Trường Sơn và các hợp tác xã đồng bào khai hoang định cư: Quyết Tiến, Hợp Tiến, La Hạ, Hợp Hóa, An Vinh, Trung Phu, Cao Cửu Biên.
- Thành lập thị trấn mới gồm đồng bào thị xã Đồng Hới sơ tán và định cư tại các chòm: Trặng, Hà, Dét, Cồn, Chùa, Bà Đá và Cúp Cúp, lấy tên là thị trấn Đồng Sơn trực thuộc thị xã Đồng Hới.
- Thành lập các thị trấn nông trường quốc doanh có tên sau đây: thị trấn nông trường Lệ Ninh trực thuộc huyện Lệ Thủy, thị trấn nông trường Việt Trung trực thuộc huyện Bố Trạch và cắt thôn Đá Mài thuộc xã Nam Trạch huyện Bố Trạch sáp nhập về thị trấn nông trường Việt Trung cùng huyện.
- Cắt thôn Tân Lý thuộc xã Quảng Tân, huyện Quảng Trạch sáp nhập về xã Quảng Hải cùng huyện.

#### Khu vựcVĩnh Linh
Ngày 16 tháng 6 năm 1955, Thủ tướng Chính phủ Việt Nam Dân chủ Cộng hòa ban hành Nghị định số 551-TTg. Theo đó:
- Khu vực Vĩnh Linh thuộc tỉnh Quảng Trị được tổ chức thành một đơn vị hành chính riêng ngang với một tỉnh. Tạm thời đặt khu vực Vĩnh Linh dưới sự chỉ đạo trực tiếp của Chính phủ Trung ương.

Ngày 17 tháng 5 năm 1957, Ủy ban hành chính Liên khu 4 ban hành Quyết nghị số 443-TC/CB/QN. Theo đó:
- Chia xã Vĩnh Trường thuộc khu vực Vĩnh Linh thành 2 xã mới:

1. Xã Vĩnh Trường gồm 6 thôn: Gia Vòng, Rào Trường, Trường Kỳ, Động Đọng, Khe Thị, Khe Cau.
2. Xã Vĩnh Thượng gồm 5 thôn: La Hai, A Nẫy, Xa Rong, Vực Rong, Khe Chè.

Ngày 14 tháng 11 năm 1959, Ủy ban hành chính khu vực Vĩnh Linh ban hành Quyết định số 160-TCUB. Theo đó:
- Sáp nhập xóm Bắc Ngạn thuộc xã Vĩnh Long vào xã Vĩnh Chấp thuộc khu vực Vĩnh Linh.

Ngày 15 tháng 5 năm 1962, Hội đồng Chính phủ Việt Nam Dân chủ Cộng hòa ban hành Quyết định số 58/CP. Theo đó:
- Sáp nhập xóm Tây Trường thuộc xã Vĩnh Tú, khu vực Vĩnh Linh vào xã Vĩnh Chấp cùng khu vực.

### Về phíaQuốc gia Việt NamvàViệt Nam Cộng hòa

#### TỉnhQuảng Trị
Ngày 17 tháng 5 năm 1958, Bộ trưởng Nội vụ Việt Nam Cộng hòa ban hành Nghị định số 215-HC/P6. Theo đó:
- Nay cải biến thành quận hành chánh nha đại diện hành chánh Ba Lòng thuộc tỉnh Quảng Trị.
- Nay bãi bỏ nha đại diện hành chánh Đông Hà và Quảng Trị thuộc tỉnh Quảng Trị.
- Địa phận cũ của nha đại diện hành chánh Đông Hà được sáp nhập vào địa hạt quận Cam Lộ. Địa phận của nha đại diện hành chánh Quảng Trị được sáp nhập vào địa hạt quận Hải Lăng.
- Tỉnh Quảng Trị (tỉnh lỵ Quảng Trị), gồm các đơn vị hành chánh kể sau đây:

| Đơn vị hành chánh của tỉnh Quảng Trị | Đơn vị hành chánh của tỉnh Quảng Trị | Đơn vị hành chánh của tỉnh Quảng Trị | Đơn vị hành chánh của tỉnh Quảng Trị |
| Số thứ tự                            | Quận                                 | Quận lỵ                              | Xã |
| ------------------------------------ | ------------------------------------ | ------------------------------------ | --- |
| 1                                    | Triệu Phong                          | Triệu Thành                          | Các xã: Triệu Độ, Triệu Đại, Triệu Hoa, Triệu Thành, Triệu Thượng, Triệu Lăng, Triệu Trung, Triệu Thuận, Triệu Ái, Triệu Tài, Triệu Phước, Triệu Trạch, Triệu Lễ, Triệu Long, Triệu Lương, Triệu Vân, Triệu Sơn, Triệu Giang.          |
| 2                                    | Hải Lăng                             | Hải Thọ                              | Các xã: Quảng Trị, Hải Lệ, Hải Phủ, Hải Trì, Hải Thượng, Hải Lâm, Hải Thọ, Hải Thiện, Hải Trương, Hải Ba, Hải Quế, Hải Dương, Hải Thành, Hải Sơn, Hải Chánh, Hải Văn, Hải Kinh, Hải Nhi, Hải Vinh, Hải Xuân, Hải Quy, Hải Khê, Hải An. |
| 3                                    | Gio Linh                             | Gio Lễ                               | Các xã: Gio Hải, Gio Hà, Gio Mỹ, Gio Lễ, Gio An, Gio Sơn |
| 4                                    | Cam Lộ                               | Cam Nghĩa                            | Các xã: Cam Thạnh, Cam Phong, Cam Xuân, Cam Chính, Cam Nghĩa, Cam Hiếu, Cam Hưng, Cam Thái, Cam Hòa, Cam Phú, Làng Ruộng, Làng Cát, Đông Hà.                                                                                           |
| 5                                    | Trung Lương                          | Trung Giang                          | Các xã: Trung Giang, Trung Hải, Trung Sơn. |
| 6                                    | Hướng Hóa                            | Hướng Văn                            | Các xã: Hướng Văn, Hướng Trung, Hướng An, Hướng Mỹ, Hướng Thuận, Hướng Thọ, Hướng Quảng, Hướng Mai, Hướng Lộc, Hướng Vinh, Hướng Phúc, Hướng Bình, Hướng Chính, Hướng Thạnh.                                                           |
| 7                                    | Ba Lòng                              | Ba Lòng                              | Các xã: Ba Lương, Ba Xuân, Ba Hy, Ba Bình, Ba Thanh, Ba Dăng, Ba Linh. |
| Tổng cộng                            | 7 quận                               | 7 quận                               | 84 xã |

Ngày 23 tháng 5 năm 1964, Thủ tướng Chánh phủ Việt Nam Cộng hòa ban hành Nghị định số 1011-NV. Theo đó:
- Nay cải biến quận Ba Lòng (tỉnh Quảng Trị) thành cơ sở phái viên hành chánh.
- Về phương diện lãnh thổ, các xã thuộc quận Ba Lòng trước kia, được sáp nhập vào quận Triệu Phong.

Ngày 18 tháng 9 năm 1964, Thủ tướng Chánh phủ Việt Nam Cộng hòa ban hành Nghị định số 1770-NV. Theo đó:
- Giải tán cơ sở phái viên hành chánh Ba Lòng tỉnh Quảng Trị. Các xã thuộc địa phận thuộc cơ sở nầy được sáp nhập vào quận Triệu Phong.

Ngày 11 tháng 6 năm 1965, Thủ tướng Chánh phủ Việt Nam Cộng hòa ban hành Nghị định số 880-NV. Theo đó:
- Nay thành lập tại tỉnh Quảng Trị một quận mới lấy tên là quận Mai Lĩnh, quận lỵ đặt tại xã Hải Trí.
- Địa giới quận Mai Lĩnh, gồm các xã kể sau: Quảng Trị, Hải Trí, Hải Quy, Hải Thượng, Hải Phú, Hải Lệ (sáu xã này trước thuộc quận Hải Lăng) và Triệu Thượng (trước thuộc quận Triệu Phong).

Ngày 21 tháng 12 năm 1967, Thủ tướng Chánh phủ Việt Nam Cộng hòa ban hành Nghị định số 286-NĐ/Th.T/PC. Theo đó:
- Nay bãi bỏ quận Trung Lương thuộc tỉnh Quảng Trị.
- Các xã Trung Giang, Trung Hải, Trung Sơn của quận Trung Lương được sáp nhập vào quận Cam Lộ cùng tỉnh.

Ngày 29 tháng 4 năm 1968, Thủ tướng Chánh phủ Việt Nam Cộng hòa Nghị định số 377-NĐ/NV. Theo đó:
- Theo đó, thành lập tại tỉnh Quảng Trị một quận mới lấy tên là quận Đông Hà, quận lỵ đặt tại xã Đông Hà.
- Địa giới quận Đông Hà, gồm các xã kể sau: xã Đông Hà (trước thuộc quận Cam Lộ); các xã: Đông Hòa, Đông Phong, Đông Thạnh, Đông Xuân (nguyên các xã cũ: Cam Hòa, Cam Phong, Cam Thạnh, Cam Xuân trước đều thuộc quận Cam Lộ); các xã: Đông Lễ, Đông Lương (nguyên các xã cũ: Triệu Lễ, Triệu Lương trước đều thuộc quận Triệu Phong).

## Giai đoạn 1975 - 2025

### TỉnhBình Trị Thiên

#### ThờiViệt Nam Dân chủ Cộng hòa-Cộng hòa miền Nam Việt Nam(1975 - 1976)
Sau ngày 30 tháng 4 năm 1975, chính quyền Cộng hòa miền Nam Việt Nam bỏ danh xưng "quận" có từ thời Pháp thuộc và lấy danh xưng "huyện", quận và phường dành cho các đơn vị hành chánh tương đương khi đã đô thị hóa.
Ngày 24 tháng 2 năm 1976, Chánh phủ Cách mạng lâm thời Cộng hòa miền Nam Việt Nam ban hành Nghị định về việc giải thể khu, hợp nhất tỉnh ở miền Nam Việt Nam. Theo đó, thành lập tỉnh Bình Trị Thiên gồm tỉnh Quảng Bình, tỉnh Quảng Trị, tỉnh Thừa Thiên và thành phố Huế, theo sự thỏa thuận với Chính phủ Việt Nam Dân chủ Cộng hòa. Tổ chức hành chính trên địa bàn gồm 2 thị xã Đông Hà, Đồng Hới và 12 huyện: Bố Trạch, Cam Lộ, Gio Linh, Hải Lăng, Hướng Hóa, Lệ Thủy, Minh Hóa, Quảng Ninh, Quảng Trạch, Triệu Phong, Tuyên Hóa, Vĩnh Linh.

#### Năm 1976: Nghị định số 164-CP
- Nghị định số 164-CP[22] ngày 18 tháng 9 năm 1976 của Hội đồng Chính phủ về việc thành lập các đơn vị hành chính dưới cấp tỉnh và xác định vị trí của một số đơn vị hành chính thuộc tỉnh:

- Thành lập các đơn vị hành chính dưới cấp tỉnh:

1. Ở những đảo có dân số trên dưới 1.000 dân thì được lập thành xã.

- Xác định vị trí của một số đơn vị hành chính thuộc tỉnh sau đây:

1. Các khu phố, khu, vùng, phường thuộc các quận, thành phố thuộc tỉnh, thị xã ở vùng mới giải phóng nay gọi thống nhất là phường.
2. Những thị tứ thuộc các tỉnh vùng mới giải phóng có dân số trên dưới một vạn (10.000) dân nay được lập thành thị trấn. Thị tứ nào có dân số ít hơn thì không lập đơn vị hành chính riêng mà sáp nhập vào xã lân cận.

#### Năm 1977: Quyết định số 613-VP18
- Quyết định số 613-VP18[23] ngày 23 tháng 2 năm 1977 của Phủ Thủ tướng về việc thành lập xã Quảng Tiến thuộc huyện Quảng Trạch, tỉnh Bình Trị Thiên:
- Huyện Quảng Trạch

1. Thành lập xã Quảng Tiến thuộc huyện Quảng Trạch, tỉnh Bình Trị Thiên.

#### Năm 1977: Quyết định số 62-CP
- Quyết định số 62-CP[24] ngày 11 tháng 3 năm 1977 của Hội đồng Chính phủ về việc hợp nhất và điều chỉnh địa giới một số huyện thuộc tỉnh Bình Trị Thiên:
- Huyện Triệu Phong, huyện Hải Lăng, huyện Triệu Hải

1. Hợp nhất huyện Triệu Phong và huyện Hải Lăng thành một huyện lấy tên là huyện Triệu Hải.

- Huyện Lệ Thủy, huyện Quảng Ninh, huyện Lệ Ninh

1. Hợp nhất huyện Lệ Thủy và huyện Quảng Ninh thành một huyện lấy tên là huyện Lệ Ninh.

- Huyện Vĩnh Linh, huyện Gio Linh, huyện Cam Lộ, huyện Bến Hải

1. Hợp nhất huyện Vĩnh Linh, huyện Gio Linh và huyện Cam Lộ thành một huyện lấy tên là huyện Bến Hải.

- Huyện Quảng Ninh, huyện Bố Trạch

1. Sáp nhập vùng lâm nghiệp Ba Rền và Cổ Tràng ở phía Bắc sông Long Đại thuộc huyện Quảng Ninh vào huyện Bố Trạch.

- Huyện Minh Hóa, huyện Tuyên Hóa

1. Hợp nhất huyện Minh Hóa và huyện Tuyên Hóa thành một huyện lấy tên là huyện Tuyên Hóa.

- Huyện Tuyên Hóa, huyện Quảng Trạch

1. Sáp nhập các xã Văn Hóa, Phù Hóa, Cảnh Hóa, Tiến Hóa, Mai Hóa, Châu Hóa, Ngư Hóa, Cao Hóa và Quảng Hóa của huyện Tuyên Hóa vào huyện Quảng Trạch

- Huyện Vĩnh Linh, huyện Hướng Hóa

1. Sáp nhập xã Hướng Lập của huyện Vĩnh Linh vào huyện Hướng Hóa.

#### Năm 1978: Quyết định số 74-BT
- Quyết định số 74-BT[25] ngày 20 tháng 4 năm 1978 của Phủ Thủ tướng về việc hợp nhất xã Cam Giang và xã Cam An thuộc huyện Bến Hải, tỉnh Bình Trị Thiên:
- Huyện Bến Hải:

1. Hợp nhất xã Cam Giang và xã Cam An thuộc huyện Bến Hải, tỉnh Bình Trị Thiên thành một xã lấy tên là xã Cam Giang.

#### Năm 1979: Quyết định số 21-CP
- Quyết định số 21-CP[26] ngày 18 tháng 1 năm 1979 của Hội đồng Chính phủ về việc mở rộng thị xã Đồng Hới thuộc tỉnh Bình Trị Thiên:
- Huyện Lệ Ninh, thị xã Đồng Hới

1. Mở rộng thị xã Đồng Hới thuộc tỉnh Bình Trị Thiên và sáp nhập các xã Nghĩa Ninh, Lộc Ninh, Lý Ninh và Đức Ninh của huyện Lệ Ninh, tỉnh Bình Trị Thiên vào thị xã Đồng Hới.

#### Năm 1979: Quyết định số 102-CP
- Quyết định số 102-CP[27] ngày 13 tháng 3 năm 1979 của Hội đồng Chính phủ về việc phân vạch địa giới một số xã và phường thuộc tỉnh Bình Trị Thiên:
- Huyện Bố Trạch

1. Thành lập ở vùng kinh tế mới Phú Định một xã mới lấy tên là xã Phú Định.

- Huyện Quảng Trạch

1. Hợp nhất xã Cao Hóa và Quảng Hóa thành một xã lấy tên là xã Cao Quảng.

- Huyện Bến Hải

1. Sáp nhập thôn Xuân Mỹ và thôn Bạch Lộc của xã Trung Tân vào xã Trung Hải.
2. Sáp nhập thôn Thủy Khê và thôn Cẩn Phổ của xã Trung Tân vào xã Gio Mỹ.

#### Năm 1981: Quyết định số 3-CP
- Quyết định số 3-CP[28] ngày 3 tháng 1 năm 1981 của Hội đồng Chính phủ về việc thống nhất tên gọi các đơn vị hành chính ở nội thành nội thị:

1. Từ nay ở nội thành, đơn vị hành chính cấp dưới trực tiếp của thành phố trực thuộc trung ương đều thống nhất gọi là quận; các đơn vị hành chính cơ sở ở nội thành, nội thị của các thành phố thuộc tỉnh, thị xã và quận gọi là phường.

#### Năm 1981: Quyết định số 187-CP
- Quyết định số 187-CP[29] ngày 18 tháng 5 năm 1981 của Hội đồng Chính phủ về việc phân vạch địa giới một số xã và thị trấn thuộc tỉnh Bình Trị Thiên:
- Huyện Hướng Hóa

1. Thành lập xã Đakrông trên cơ sở sáp nhập các thôn Tà Linh, Ba Từng, Chân Rò tách từ xã Tà Long, và các thôn Ba Ngao, Tà Cu, Làng Cát và Vùng Kho tách từ xã Húc.
2. Sáp nhập xã A Túc và xã Kỳ Nơi thành một xã lấy tên là xã A Túc.

- Huyện Triệu Hải

1. Thành lập thị trấn của huyện Triệu Hải lấy tên là thị trấn Quảng Trị.

- Thị xã Đông Hà, huyện Bến Hải

1. Giải thể xã Quảng Tân thuộc thị xã Đông Hà để sáp nhập toàn bộ xã Quảng Tân vào xã Gio Phong thuộc huyện Bến Hải cùng tỉnh.

#### Năm 1981: Quyết định số 64-HĐBT
- Quyết định số 64-HĐBT[30] ngày 11 tháng 9 năm 1981 của Hội đồng Bộ trưởng về việc mở rộng thành phố Huế, thị xã Đông Hà và phân vạch lại địa giới các huyện Hương Điền, Hương Phú, Bến Hải, Triệu Hải thuộc tỉnh Bình Trị Thiên:
- Thị xã Đông Hà, huyện Bến Hải, huyện Triệu Hải

1. Tách các xã Cam Giang, Cam Thanh, Cam Thành, Cam Thủy, Cam Hiếu, Cam Tuyền, Cam Chính, Cam Nghĩa thuộc huyện Bến Hải để sáp nhập vào thị xã Đông Hà.
2. Tách các xã Triệu Lương, Triệu Lễ thuộc huyện Triệu Hải để sáp nhập vào thị xã Đông Hà.
3. Thị xã Đông Hà sau khi được mở rộng bao gồm các phường I, phường II, phường III, phường IV, phường V và các xã Cam Giang, Cam Thanh, Cam Thành, Cam Thủy, Cam Hiếu, Cam Tuyền, Cam Chính, Cam Nghĩa, Triệu Lương, Triệu Lễ.

#### Năm 1981: Quyết định số 73-HĐBT
- Quyết định số 73-HĐBT[31] ngày 17 tháng 9 năm 1981 của Hội đồng Bộ trưởng về việc phân vạch địa giới một số xã thuộc tỉnh Bình Trị Thiên:
- Huyện Lệ Ninh

1. Thành lập một xã mới lấy tên là xã Trường Xuân.

- Huyện Triệu Hải

1. Chia xã Ba Lòng thành hai xã lấy tên là xã Ba Lòng và xã Triệu Nguyên.
2. Chia xã Triệu Vân thành hai xã lấy tên là xã Triệu Vân và xã Triệu An.

- Huyện Bến Hải, huyện Hướng Hóa

1. Sáp nhập xã Mó Ó và xã Hướng Hiệp của huyện Bến Hải vào huyện Hướng Hoá cùng tỉnh.

#### Năm 1983: Quyết định số 3-HĐBT
- Quyết định số 3-HĐBT[32] ngày 6 tháng 1 năm 1983 của Hội đồng Bộ trưởng về việc phân vạch địa giới một số xã, phường thuộc tỉnh Bình Trị Thiên:
- Huyện Hướng Hóa

1. Chia xã Thuận Thành thành 2 xã lấy tên xã Thuận và xã Hướng Lộc.

- Huyện Lệ Ninh

1. Chia xã Gia Ninh thành 2 xã lấy tên là xã Hải Ninh và xã Gia Ninh.
2. Chia xã Ngư Thủy thành 3 xã lấy tên là xã Ngư Hòa, xã Hải Thủy và xã Ngư Thủy.

#### Năm 1984: Quyết định số 7-HĐBT
- Quyết định số 7-HĐBT[33] ngày 12 tháng 1 năm 1984 của Hội đồng Bộ trưởng về việc phân vạch địa giới một số xã, thị trấn thuộc tỉnh Bình Trị Thiên:
- Huyện Hướng Hóa

1. Hợp nhất thị trấn Khe Sanh và xã Tân Độ thành một đơn vị hành chính mới gọi là thị trấn Khe Sanh.

- Huyện Bến Hải

1. Sáp nhập xã Vĩnh Thường vào xã Vĩnh Trường.

#### Năm 1985: Quyết định số 103-HĐBT
- Quyết định số 103-HĐBT[34] ngày 2 tháng 4 năm 1985 của Hội đồng Bộ trưởng về việc điều chỉnh địa giới huyện Lệ Ninh và thị xã Đồng Hới thuộc tỉnh Bình Trị Thiên:
- Huyện Lệ Ninh, thị xã Đồng Hới

1. Tách hai xã Lương Ninh và Vĩnh Ninh thuộc huyện Lệ Ninh để sáp nhập vào thị xã Đồng Hới.
2. Thị xã Đồng Hới sau khi điều chỉnh địa giới có 7 xã là xã Đức Ninh, Lý Ninh, Lộc Ninh, Nghĩa Ninh, Bảo Ninh, Lương Ninh, Vĩnh Ninh và 4 phương Phú Hải, Đồng Phú, Đồng Sơn, Hải Thành.
3. Huyện Lệ Ninh sau khi điều chỉnh địa giới có 35 xã là xã Võ Ninh, Duy Ninh, Hàm Ninh, Hiền Ninh, Xuân Ninh, Trường Sơn, Trường Xuân, Tân Ninh, An Ninh, Vạn Ninh, Hoa Thủy, Ngân Thủy, Sơn Thủy, Phú Thủy, Mai Thủy, Trường Thủy, Kim Thủy, Mỹ Thủy, Dương Thủy, Thái Thủy, Tân Thủy, Xuân Thủy, Liên Thủy, Phong Thủy, An Thủy, Lộc Thủy, Hồng Thủy, Cam Thủy, Hưng Thủy, Ngư Thủy, Sen Thủy, Gia Ninh, Hải Ninh, Hải Thủy, Ngư Hòa và thị trấn nông trường Lệ Ninh.

#### Năm 1986: Quyết định số 72-HĐBT
- Quyết định số 72-HĐBT[35] ngày 13 tháng 6 năm 1986 của Hội đồng Bộ trưởng về việc điều chỉnh địa giới hành chính một số xã, thị trấn tcủa các huyện Phú Lộc, Bố Trạch, Lệ Ninh, Bến Hải và các thị xã Đông Hà, Đồng Hới thuộc tỉnh Bình Trị Thiên:
- Huyện Bố Trạch

1. Thành lập thị trấn Hoàn Lão (thị trấn huyện lỵ huyện Bố Trạch) trên cơ sở các thôn Vinh Lão, Nha Vồ, Lòi Lài và xóm Chùa của xã Trung Trạch; 24 hécta đất (không có dân) của thôn Đại Phương thuộc xã Đại Trạch và 32 hécta đất (không có dân) của thôn Tây Hà thuộc xã Tây Trạch.
2. Thành lập xã Sơn Lộc trên cơ sở thôn Cửa Lăng của xã Phú Trạch; xóm Đá, xóm Mít và xóm Cồn của xã Vạn Trạch.

- Huyện Lệ Ninh

1. Thành lập thị trấn Kiến Giang trên cơ sở thôn Thượng Lưu của xã Liên Thủy; thôn Quảng Cư của xã Xuân Thủy và đội 4, đội 5 của thôn Hà Thanh thuộc xã Phong Thủy.

- Huyện Bến Hải

1. Đổi tên thị trấn Hồ Xá thành thị trấn Vĩnh Linh.
2. Sáp nhập vào thị trấn Vĩnh Linh đội 9 của thôn Hòa Lộ thuộc xã Vĩnh Long; đội 5, đội 6 của thôn Phú Thị Đông, đội 8 của thôn Hồ Xá Nam; đội 8, đội 9, đội 10 của thôn Hồ Xá Bắc, đội 11 của thôn Phú Thị Tây thuộc xã Vĩnh Nam; đội 1, đội 2 của thôn Đơn Duệ thuộc xã Vĩnh Hòa.

- Thị xã Đông Hà

1. Sáp nhập vào xã Cam Thành các thôn Quật Xá, Tân Mỹ, Tân Định, Phước Tuyền, An Hưng, Phan Xá, Tân Tường và Cam Phú của xã Cam Tuyền; sáp nhập vào xã Cam Tuyền các thôn Bắc Bình, An Thái, An Mỹ và Bích Lộ của xã Cam Thành.

- Thị xã Đồng Hới

1. Chia xã Lộc Ninh thành 2 xã lấy tên là xã Lộc Ninh và xã Quang Phú.

### TỉnhQuảng Bình

#### Năm 1989: Quốc hội khóa VIII, Kỳ họp thứ 5
- Nghị quyết ngày 30 tháng 6 năm 1989 của Quốc hội khóa VIII, Kỳ họp thứ 5[36] về việc phân vạch địa giới hành chính của các tỉnh Nghĩa Bình, Phú Khánh và Bình Trị Thiên:
- Tỉnh Bình Trị Thiên, tỉnh Quảng Bình

1. Chia tỉnh Bình Trị Thiên thành 3 tỉnh mới lấy tên là tỉnh Quảng Bình, tỉnh Quảng Trị và tỉnh Thừa Thiên Huế.
2. Tỉnh Quảng Bình có 5 đơn vị hành chính gồm: thị xã Đồng Hới và 4 huyện: Tuyên Hóa, Quảng Trạch, Bố Trạch và Lệ Ninh. Tỉnh lỵ: thị xã Đồng Hới.

#### Năm 1990: Quyết định số 190-HĐBT
- Quyết định số 190-HĐBT[37] ngày 1 tháng 6 năm 1990 của Hội đồng Bộ trưởng về việc điều chỉnh địa giới huyện Quảng Trạch, thị xã Đồng Hới và chia huyện Lệ Ninh, huyện Tuyên Hóa thuộc tỉnh Quảng Bình:

- Thị xã Đồng Hới, huyện Lệ Ninh, huyện Lệ Thủy, huyện Quảng Ninh

1. Chuyển 2 xã Lương Ninh, Vĩnh Ninh thuộc thị xã Đồng Hới về huyện Lệ Ninh; chia huyện Lệ Ninh thành 2 huyện, là huyện Lệ Thủy và huyện Quảng Ninh.
2. Sau khi phân vạch lại địa giới hành chính:
  1. Huyện Lệ Thủy có thị trấn Kiến Giang, thị trấn nông trường Lệ Ninh và 24 xã: Hoa Thủy, Sơn Thủy, Phú Thủy, Mai Thủy, Trường Thủy, Dương Thủy, Tân Thủy, Mỹ Thủy, Thái Thủy, Hưng Thủy, Ngư Thủy, Ngư Hòa, Hải Thủy, Sen Thủy, Cam Thủy, Thanh Thủy, Hồng Thủy, Phong Thủy, An Thủy, Lộc Thủy, Xuân Thủy, Liên Thủy, Kim Thủy, Ngân Thủy; với 127.600 ha diện tích tự nhiên và 119.900 nhân khẩu.
  2. Huyện Quảng Ninh có 14 xã: Võ Ninh, Gia Ninh, Hải Ninh, Duy Ninh, Hàm Ninh, Tân Ninh, Xuân Ninh, Hiền Ninh, An Ninh, Vạn Ninh, Trường Xuân, Trường Sơn, Lương Ninh, Vĩnh Ninh; với 88.480 ha diện tích tự nhiên và 71.200 nhân khẩu.
  3. Thị xã Đồng Hới còn lại 4 phường: Đồng Sơn, Đồng Phú, Đồng Hải, Hải Thành và 6 xã: Đức Ninh, Lý Ninh, Nghĩa Ninh, Lộc Ninh, Bảo Ninh, Quảng Phú với 14.600 ha diện tích tự nhiên và 80.800 nhân khẩu.

- Huyện Quảng Trạch, huyện Tuyên Hóa, huyện Minh Hóa

1. Chuyển 6 xã: Tiến Hóa, Văn Hóa, Châu Hóa, Mai Hóa, Ngư Hóa và Cao Quảng, thuộc huyện Quảng Trạch về huyện Tuyên Hóa. Chia huyện Tuyên Hóa thành hai huyện, là Tuyên Hóa và huyện Minh Hóa.
2. Sau khi phân vạch lại địa giới hành chính:
  1. Huyện Tuyên Hóa (mới) có 16 xã: Phong Hóa, Thạch Hóa, Đức Hóa, Đồng Hóa, Thuận Hóa, Lệ Hóa, Kim Hóa, Lâm Hóa, Thanh Hóa, Hương Hóa, Tiến Hóa, Văn Hóa, Châu Hóa, Mai Hóa, Ngư Hóa, Cao Quảng; với 147.000 ha diện tích tự nhiên và 71.760 nhân khẩu.
  2. Huyện Minh Hóa có 14 xã: Hồng Hóa, Yên Hóa, Xuân Hóa, Quý Hóa, Minh Hóa, Tân Hóa, Thượng Hóa, Trung Hóa, Dân Hóa, Hợp Hóa, Hóa Tiến, Hóa Sơn, Hóa Phúc, Hóa Thanh; với 139.380 ha diện tích tự nhiên và 35.700 nhân khẩu.
  3. Huyện Quảng Trạch còn lại thị trấn Ba Đồn và 33 xã: Quảng Kim, Quảng Phú, Quảng Hợp, Quảng Châu, Quảng Tùng, Quảng Đông, Cảnh Dương, Quảng Hưng, Quảng Xuân, Quảng Phúc, Quảng Thọ, Quảng Thuận, Quảng Hải, Quảng Thanh, Quảng Phong, Quảng Trường, Quảng Phương, Quảng Long, Quảng Lưu, Quảng Thạch, Quảng Tiến, Quảng Văn, Quảng Minh, Quảng Hòa, Quảng Sơn, Quảng Thủy, Quảng Lộc, Quảng Tân, Quảng Trung, Quảng Liên, Quảng Tiên, Phù Hóa, Cảnh Hóa; với 92.820 ha diện tích tự nhiên và 159.100 nhân khẩu.

#### Năm 1991: Quyết định số 568/TCCP
- Quyết định số 568/TCCP[38] ngày 9 tháng 11 năm 1991 của Ban Tổ chức – Cán bộ Chính phủ về việc thành lập hai phường mới thuộc thị xã Đồng Hới, tỉnh Quảng Bình:
- Thị xã Đồng Hới

1. Thành lập phường Bắc Lý trên cơ sở 2.920 ha diện tích tự nhiên và 8.136 nhân khẩu.
2. Thành lập phường Nam Lý trên cơ sở phần còn lại của xã Lý Ninh; gồm 397 ha diện tích tự nhiên và 6.313 nhân khẩu.
3. Sau khi phân vạch, điều chỉnh địa giới thị xã Đồng Hới có 11 đơn vị hành chính, bao gồm các phường Đồng Sơn, Đồng Phú, Phú Hải, Hải Thành, Bắc Lý, Nam Lý và các xã Đức Ninh, Nghĩa Ninh, Lộc Ninh, Bảo Ninh, Quảng Phú.

#### Năm 1992: Quyết định số 487/TCCP
- Quyết định số 487/TCCP[39] ngày 4 tháng 8 năm 1992 của Ban Tổ chức – Cán bộ Chính phủ về việc thành lập phường mới thuộc thị xã Đồng Hới, tỉnh Quảng Bình:
- Thị xã Đồng Hới

1. Tách của phường Đồng Phú: 50 ha diện tích tự nhiên và 3.906 nhân khẩu để thành lập phường Đồng Mỹ, 160 ha diện tích tự nhiên và 4.187 nhân khẩu để thành lập phường Hải Đình.
2. Sau khi điều chỉnh địa giới, thị xã Đồng Hới có 13 đơn vị hành chính, là các phường Đồng Sơn, Hải Thành, Đồng Phú, Phú Hải, Bắc Lý, Nam Lý, Đồng Mỹ, Hải Đình và các xã: Đức Ninh, Bảo Ninh, Lộc Ninh, Nghĩa Ninh, Quảng Phú.

#### Năm 1994: Nghị định số 58-CP
- Nghị định số 58-CP[40] ngày 28 tháng 6 năm 1994 của Chính phủ về việc chia xã Trường Thủy thuộc huyện Lệ Thủy, tỉnh Quảng Bình:
- Huyện Lệ Thủy

1. Chia xã Trường Thủy thuộc huyện Lệ Thủy, tỉnh Quảng Bình thành 2 xã Trường Thủy và Văn Thủy.

#### Năm 1998: Nghị định số 34/1998/NĐ-CP
- Nghị định số 34/1998/NĐ-CP[41] ngày 30 tháng 5 năm 1998 của Chính phủ về việc thành lập xã Thuận Đức thuộc thị xã Đồng Hới, tỉnh Quảng Bình:
- Thị xã Đồng Hới

1. Thành lập xã Thuận Đức thuộc thị xã Đồng Hới trên cơ sở 4.322 ha diện tích tự nhiên và 2.412 nhân khẩu của phường Đồng Sơn; 206 ha diện tích tự nhiên và 238 nhân khẩu của phường Bắc Lý và 350 nhân khẩu của xã Đức Ninh đang xây dựng kinh tế mới ở phía Tây phường Đồng Sơn.

#### Năm 1999: Nghị định số 30/1999/NĐ-CP
- Nghị định số 30/1999/NĐ-CP[42] ngày 28 tháng 4 năm 1999 của Chính phủ về việc thành lập xã, thị trấn thuộc huyện Tuyên Hóa và huyện Quảng Ninh, tỉnh Quảng Bình:
- Huyện Tuyên Hóa

1. Thành lập thị trấn Đồng Lê – thị trấn huyện lỵ, huyện Tuyên Hóa trên cơ sở 1.072 ha diện tích tự nhiên và 6.186 nhân khẩu của xã Lê Hóa.
2. Thành lập xã Sơn Hóa thuộc huyện Tuyên Hóa trên cơ sở 1.350 ha diện tích tự nhiên và 1.661 nhân khẩu của xã Lê Hóa; 1.652 ha diện tích tự nhiên và 1.311 nhân khẩu của xã Đồng Hóa.

- Huyện Quảng Ninh

1. Thành lập thị trấn Quán Hàu – thị trấn huyện lỵ huyện Quảng Ninh trên cơ sở 186 ha diện tích tự nhiên và 3.515 nhân khẩu của xã Lương Ninh; 138,4 ha diện tích tự nhiên và 1.011 nhân khẩu của xã Vĩnh Ninh.

#### Năm 2000: Nghị định số 31/2000/NĐ-CP
- Nghị định số 31/2000/NĐ-CP[43] ngày 11 tháng 8 năm 2000 của Chính phủ về việc thành lập thị trấn huyện lỵ huyện Minh Hóa, tỉnh Quảng Bình:
- Huyện Minh Hóa

1. Thành lập thị trấn Quy Đạt – thị trấn huyện lỵ huyện Minh Hóa trên cơ sở 722 ha diện tích tự nhiên và 4.763 nhân khẩu của xã Quy Hóa; 15,8 ha diện tích tự nhiên và 137 nhân khẩu của xã Yên Hóa; 20,15 ha diện tích tự nhiên và 226 nhân khẩu của xã Xuân Hóa.

#### Năm 2001: Nghị định số 85/2001/NĐ-CP
- Nghị định số 85/2001/NĐ-CP[44] ngày 14 tháng 11 năm 2001 của Chính phủ về việc thành lập xã Lâm Thủy thuộc huyện Lệ Thủy, tỉnh Quảng Bình:
- Huyện Lệ Thủy

1. Thành lập xã Lâm Thủy thuộc huyện Lệ Thủy trên cơ sở 24.100 ha diện tích tự nhiên và 1.069 nhân khẩu của xã Ngân Thủy.

#### Năm 2003: Nghị định số 40/2003/NĐ-CP
- Nghị định số 40/2003/NĐ-CP[45] ngày 21 tháng 4 năm 2003 của Chính phủ về việc thành lập xã thuộc các huyện Minh Hóa và Tuyên Hóa, tỉnh Quảng Bình:
- Huyện Minh Hóa

1. Thành lập xã Trọng Hóa thuộc huyện Minh Hóa trên cơ sở 18.712 ha diện tích tự nhiên và 2.492 nhân khẩu của xã Dân Hóa.

- Huyện Tuyên Hóa

1. Thành lập xã Thanh Thạch thuộc huyện Tuyên Hóa trên cơ sở 3.200 ha diện tích tự nhiên và 2.576 nhân khẩu của xã Thanh Hóa.
2. Thành lập xã Nam Hóa thuộc huyện Tuyên Hóa trên cơ sở 2.365 ha diện tích tự nhiên và 2.320 nhân khẩu của xã Thạch Hóa.

#### Năm 2004: Nghị định số 7/2004/NĐ-CP
- Nghị định số 7/2004/NĐ-CP[46] ngày 2 tháng 1 năm 2004 của Chính phủ về việc thành lập phường thuộc thị xã Đồng Hới và đổi tên xã thuộc huyện Lệ Thủy, tỉnh Quảng Bình:
- Thị xã Đồng Hới

1. Thành lập phường Đức Ninh Đông thuộc thị xã Đồng Hới trên cơ sở 313,69 ha diện tích tự nhiên và 5.037 nhân khẩu của xã Đức Ninh.
2. Thành lập phường Bắc Nghĩa thuộc thị xã Đồng Hới trên cơ sở 776,10 ha diện tích tự nhiên và 6.220 nhân khẩu của xã Nghĩa Ninh.

- Huyện Lệ Thủy

1. Đổi tên xã Ngư Thủy thuộc huyện Lệ Thủy thành xã Ngư Thủy Nam.
2. Đổi tên xã Hải Thủy thuộc huyện Lệ Thủy thành xã Ngư Thủy Trung.
3. Đổi tên xã Ngư Hòa thuộc huyện Lệ Thủy thành xã Ngư Thủy Bắc.

#### Năm 2004: Nghị định số 156/2004/NĐ-CP
- Nghị định số 156/2004/NĐ-CP[47] ngày 16 tháng 8 năm 2004 của Chính phủ về việc thành lập thành phố Đồng Hới thuộc tỉnh Quảng Bình:
- Thành phố Đồng Hới

1. Thành lập thành phố Đồng Hới thuộc tỉnh Quảng Bình trên cơ sở toàn bộ diện tích tự nhiên, dân số và các đơn vị hành chính trực thuộc của thị xã Đồng Hới.
2. Thành phố Đồng Hới có 15.554 ha diện tích tự nhiên và 130.636 nhân khẩu, có 16 đơn vị hành chính trực thuộc gồm các phường: Nam Lý, Bắc Lý, Đồng Phú, Phú Hải, Đồng Sơn, Đồng Mỹ, Hải Đình, Hải Thành, Bắc Nghĩa, Đức Ninh Đông và các xã: Nghĩa Ninh, Đức Ninh, Bảo Ninh, Lộc Ninh, Thuận Đức và Quang Phú.
3. Tỉnh Quảng Bình có 7 đơn vị hành chính cấp huyện gồm các huyện: Tuyên Hóa, Minh Hóa, Quảng Trạch, Bố Trạch, Quảng Ninh, Lệ Thủy và thành phố Đồng Hới.

#### Năm 2007: Quyết định số 95/2007/QĐ-TTg
- Quyết định số 95/2007/QĐ-TTg[48] ngày 28 tháng 6 năm 2007 của Thủ tướng Chính phủ về việc xác định tuyến địa giới hành chính giữa hai tỉnh Hà Tĩnh và Quảng Bình, tại khu vực xã Hương Trạch, huyện Hương Khê, tỉnh Hà Tĩnh với xã Hương Hóa, huyện Tuyên Hóa, tỉnh Quảng Bình và xã Kỳ Lạc, huyện Kỳ Anh, tỉnh Hà Tĩnh với xã Ngư Hóa, huyện Tuyên Hóa, tỉnh Quảng Bình:
- Tỉnh Hà Tĩnh, tỉnh Quảng Bình

1. Khu vực 1: tuyến địa giới hành chính giữa hai tỉnh tại xã Hương Trạch, huyện Hương Khê, tỉnh Hà Tĩnh và xã Hương Hoá, huyện Tuyên Hoá, tỉnh Quảng Bình, khởi đầu từ đỉnh núi có độ cao 266 m, tuyến địa giới hành chính đi theo hướng chính là hướng Đông Bắc đến ngã ba giữa sông Rào Bội và sông Ngàn Sâu, theo sông Rào Bội đến ngã ba giữa sông Rào Bội với đường hào (do nhân dân hai xã Hương Trạch và Hương Hoá đào năm 1965), đi theo đường hào đến điểm gặp đường Hồ Chí Minh (Quốc lộ 15 cũ), theo phân thuỷ đồi (Lèn Đá Đen) xuống gặp đường đất lớn, gặp đường mòn; từ đây đi theo chân đồi (không tên) đến khe suối (không tên), đi theo khe suối (không tên) đến ngã ba khe suối, đi tiếp theo khe núi đến đỉnh núi có toạ độ X = 1 997 600; Y = 48 589 605.
2. Khu vực 2: tuyến địa giới hành chính giữa hai tỉnh tại xã Kỳ Lạc, huyện Kỳ Anh, tỉnh Hà Tĩnh và xã Ngư Hóa, huyện Tuyên Hóa, tỉnh Quảng Bình, khởi đầu từ yên ngựa (phía Tây Nam núi Hòn Moi), tuyến địa giới hành chính đi theo hướng chính là hướng Đông Bắc, theo phân thuỷ qua các đỉnh núi Hòn Moi, núi Đá Đen, núi có độ cao 178 m đến ngã ba giữa sông Rào Trổ với suối cạn, đi theo sông Rào Trổ đến ngã ba giữa sông Rào Trổ với khe Ba Lát, đi theo khe Ba Lát qua điểm cắt với đường Đá đến ngã ba giữa khe Ba Lát với suối cạn; từ đây đi theo phân thuỷ qua các đỉnh núi có độ cao 248 m, 130 m đến đỉnh núi (không tên) có toạ độ X = 1 980 850; Y = 48 635 765.

#### Năm 2013: Nghị quyết số 125/NQ-CP
- Nghị quyết số 125/NQ-CP[49] ngày 20 tháng 12 năm 2013 của Chính phủ về việc điều chỉnh địa giới hành chính huyện Quảng Trạch để thành lập mới thị xã Ba Đồn và 6 phường thuộc thị xã Ba Đồn, tỉnh Quảng Bình:
- Huyện Quảng Trạch, thị xã Ba Đồn

1. Thành lập thị xã Ba Đồn trên cơ sở điều chỉnh 16.318,28 ha diện tích tự nhiên, 115.196 nhân khẩu của huyện Quảng Trạch (bao gồm toàn bộ diện tích tự nhiên, dân số của thị trấn Ba Đồn và 15 xã Quảng Long, Quảng Phong, Quảng Thọ, Quảng Thuận, Quảng Phúc, Quảng Sơn, Quảng Tiên, Quảng Trung, Quảng Tân, Quảng Thủy, Quảng Minh, Quảng Lộc, Quảng Hải, Quảng Hòa, Quảng Văn).
2. Thị xã Ba Đồn có 16.318,28 ha diện tích tự nhiên, 115.196 nhân khẩu và 16 đơn vị hành chính cấp xã (6 phường và 10 xã).

- Thị xã Ba Đồn

1. Thành lập phường Ba Đồn trên cơ sở toàn bộ thị trấn Ba Đồn.
2. Thành lập phường Quảng Long trên cơ sở toàn bộ xã Quảng Long.
3. Thành lập phường Quảng Phong trên cơ sở toàn bộ của xã Quảng Phong.
4. Thành lập phường Quảng Thọ trên cơ sở toàn bộ xã Quảng Thọ.
5. Thành lập phường Quảng Thuận trên cơ sở toàn bộ xã Quảng Thuận.
6. Thành lập phường Quảng Phúc trên cơ sở toàn bộ xã Quảng Phúc.
7. Kết quả sau khi điều chỉnh địa giới hành chính huyện Quảng Trạch để thành lập thị xã Ba Đồn và 6 phường thuộc thị xã Ba Đồn, tỉnh Quảng Bình:
  1. Huyện Quảng Trạch còn lại 45.070,22 ha diện tích tự nhiên, 95.542 nhân khẩu và 18 xã (18 xã và không có thị trấn).
  2. Tỉnh Quảng Bình có 806.526,67 ha diện tích tự nhiên, 856.225 nhân khẩu, 8 đơn vị hành chính cấp huyện (6 huyện, 1 thành phố và 1 thị xã), 159 đơn vị hành chính cấp xã (136 xã, 16 phường và 7 thị trấn).

#### Năm 2020: Nghị quyết số 862/NQ-UBTVQH14
- Nghị quyết số 862/NQ-UBTVQH14[50] ngày 10 tháng 1 năm 2020 của Ủy ban Thường vụ Quốc hội khóa XIV về việc sắp xếp các đơn vị hành chính cấp xã thuộc tỉnh Quảng Bình:
- Huyện Lệ Thủy

1. Thành lập xã Ngư Thủy trên cơ sở nhập toàn bộ xã Ngư Thủy Trung và xã Ngư Thủy Nam.
2. Nhập toàn bộ xã Văn Thủy vào xã Trường Thủy.
3. Sau khi sắp xếp, huyện Lệ Thủy có 26 đơn vị hành chính cấp xã, gồm 24 xã và 02 thị trấn.

- Thành phố Đồng Hới

1. Thành lập phường Đồng Hải trên cơ sở nhập toàn bộ phường Đồng Mỹ và phường Hải Đình.
2. Sau khi sắp xếp, thành phố Đồng Hới có 15 đơn vị hành chính cấp xã, gồm 09 phường và 06 xã.

- Huyện Bố Trạch

1. Thành lập xã Hải Phú trên cơ sở nhập toàn bộ xã Phú Trạch và xã Hải Trạch.
2. Nhập toàn bộ xã Hoàn Trạch vào thị trấn Hoàn Lão.
3. Thành lập thị trấn Phong Nha trên cơ sở toàn bộ của xã Sơn Trạch.
4. Sau khi sắp xếp, huyện Bố Trạch có 28 đơn vị hành chính cấp xã, gồm 25 xã và 03 thị trấn.

- Huyện Quảng Trạch

1. Thành lập xã Liên Trường trên cơ sở nhập toàn bộ xã Quảng Trường và xã Quảng Liên.
2. Sau khi sắp xếp, huyện Quảng Trạch có 17 đơn vị hành chính cấp xã, gồm 17 xã.

- Huyện Tuyên Hóa

1. Nhập toàn bộ xã Nam Hóa vào xã Thạch Hóa.
2. Sau khi sắp xếp, huyện Tuyên Hóa có 19 đơn vị hành chính cấp xã, gồm 18 xã và 01 thị trấn.

- Huyện Minh Hóa

1. Nhập toàn bộ xã Quy Hóa vào thị trấn Quy Đạt.
2. Sau khi sắp xếp, huyện Minh Hóa có 15 đơn vị hành chính cấp xã, gồm 14 xã và 01 thị trấn.
3. Tỉnh Quảng Bình có 08 đơn vị hành chính cấp huyện, gồm 06 huyện, 01 thị xã và 01 thành phố; 151 đơn vị hành chính cấp xã, gồm 128 xã, 15 phường và 08 thị trấn.

#### Năm 2024: Nghị quyết số 1242/NQ-UBTVQH15
- Nghị quyết số 1242/NQ-UBTVQH15[51] ngày 24 tháng 10 năm 2024 của Ủy ban Thường vụ Quốc hội về việc sắp xếp đơn vị hành chính cấp xã của tỉnh Quảng Bình giai đoạn 2023 - 2025:
- Huyện Minh Hóa

1. Thành lập xã Tân Thành trên cơ sở nhập toàn bộ xã Hóa Phúc, xã Hóa Tiến và xã Hóa Thanh.
2. Sau khi sắp xếp, huyện Minh Hóa có 13 đơn vị hành chính cấp xã, gồm 12 xã và 01 thị trấn.

- Huyện Bố Trạch

1. Thành lập xã Hạ Mỹ trên cơ sở nhập toàn bộ xã Hạ Trạch và xã Mỹ Trạch.
2. Thành lập xã Lý Nam trên cơ sở nhập toàn bộ xã Nam Trạch và xã Lý Trạch.
3. Sau khi sắp xếp, huyện Bố Trạch có 26 đơn vị hành chính cấp xã, gồm 23 xã và 03 thị trấn.

- Huyện Quảng Trạch

1. Thành lập xã Phù Cảnh trên cơ sở nhập toàn bộ xã Phù Hóa và xã Cảnh Hóa.
2. Sau khi sắp xếp, huyện Quảng Trạch có 16 xã.

- Huyện Quảng Ninh

1. Nhập toàn bộ xã Lương Ninh vào thị trấn Quán Hàu.
2. Sau khi sắp xếp, huyện Quảng Ninh có 14 đơn vị hành chính cấp xã, gồm 13 xã và 01 thị trấn.
3. Sau khi sắp xếp các đơn vị hành chính cấp xã, tỉnh Quảng Bình có 08 đơn vị đơn vị hành chính cấp huyện, gồm 06 huyện, 01 thị xã và 01 thành phố; 145 đơn vị hành chính cấp xã, gồm 122 xã, 15 phường và 08 thị trấn.

#### Năm 2025: Nghị quyết số 202/2025/QH15
- Nghị quyết số 202/2025/QH15[52] ngày 12 tháng 6 năm 2025 của Quốc hội về việc sắp xếp đơn vị hành chính cấp tỉnh:
- Tỉnh Quảng Bình, tỉnh Quảng Trị

1. Sắp xếp toàn bộ diện tích tự nhiên, quy mô dân số của tỉnh Quảng Bình và tỉnh Quảng Trị thành tỉnh mới có tên gọi là tỉnh Quảng Trị.

| Đơn vị hành chính của tỉnh Quảng Bình (tính đến ngày 12 tháng 6 năm 2025) | Đơn vị hành chính của tỉnh Quảng Bình (tính đến ngày 12 tháng 6 năm 2025)      | Đơn vị hành chính của tỉnh Quảng Bình (tính đến ngày 12 tháng 6 năm 2025) |
| Số thứ tự                                                                 | Đơn vị hành chính cấp huyện                                                    | Đơn vị hành chính cấp xã |
| ------------------------------------------------------------------------- | ------------------------------------------------------------------------------ | --- |
| 1                                                                         | Thành phố Đồng Hới                                                             | 9 phường: Bắc Lý, Bắc Nghĩa, Đồng Hải, Đồng Phú, Đồng Sơn, Đức Ninh Đông, Hải Thành, Nam Lý, Phú Hải và 6 xã: Bảo Ninh, Đức Ninh, Lộc Ninh, Nghĩa Ninh, Quang Phú, Thuận Đức |
| 2                                                                         | Thị xã Ba Đồn                                                                  | 6 phường: Ba Đồn, Quảng Long, Quảng Phong, Quảng Phúc, Quảng Thọ, Quảng Thuận và 10 xã: Quảng Hải, Quảng Hòa, Quảng Lộc, Quảng Minh, Quảng Sơn, Quảng Tân, Quảng Thủy, Quảng Tiên, Quảng Trung, Quảng Văn |
| 3                                                                         | Huyện Bố Trạch                                                                 | 3 thị trấn: Hoàn Lão, Nông trường Việt Trung, Phong Nha và 23 xã: Bắc Trạch, Cự Nẫm, Đại Trạch, Đồng Trạch, Đức Trạch, Hạ Mỹ, Hải Phú, Hòa Trạch, Hưng Trạch, Lâm Trạch, Liên Trạch, Lý Nam, Nhân Trạch, Phú Định, Phúc Trạch, Sơn Lộc, Tân Trạch, Tây Trạch, Thanh Trạch, Thượng Trạch, Trung Trạch, Vạn Trạch, Xuân Trạch |
| 4                                                                         | Huyện Lệ Thủy                                                                  | 2 thị trấn: Kiến Giang, Nông trường Lệ Ninh và 24 xã: An Thủy, Cam Thủy, Dương Thủy, Hoa Thủy, Hồng Thủy, Hưng Thủy, Kim Thủy, Lâm Thủy, Liên Thủy, Lộc Thủy, Mai Thủy, Mỹ Thủy, Ngân Thủy, Ngư Thủy, Ngư Thủy Bắc, Phong Thủy, Phú Thủy, Sen Thủy, Sơn Thủy, Tân Thủy, Thái Thủy, Thanh Thủy, Trường Thủy, Xuân Thủy       |
| 5                                                                         | Huyện Minh Hóa                                                                 | Thị trấn Quy Đạt và 12 xã: Dân Hóa, Hóa Hợp, Hóa Sơn, Hồng Hóa, Minh Hóa, Tân Hóa, Tân Thành, Thượng Hóa, Trọng Hóa, Trung Hóa, Xuân Hóa, Yên Hóa |
| 6                                                                         | Huyện Quảng Ninh                                                               | Thị trấn Quán Hàu và 13 xã: An Ninh, Duy Ninh, Gia Ninh, Hải Ninh, Hàm Ninh, Hiền Ninh, Tân Ninh, Trường Sơn, Trường Xuân, Vạn Ninh, Vĩnh Ninh, Võ Ninh, Xuân Ninh |
| 7                                                                         | Huyện Quảng Trạch                                                              | 16 xã: Cảnh Dương, Liên Trường, Phù Cảnh, Quảng Châu, Quảng Đông, Quảng Hợp, Quảng Hưng, Quảng Kim, Quảng Lưu, Quảng Phú, Quảng Phương, Quảng Tiến, Quảng Tùng, Quảng Thạch, Quảng Thanh, Quảng Xuân |
| 8                                                                         | Huyện Tuyên Hóa                                                                | Thị trấn Đồng Lê và 18 xã: Cao Quảng, Châu Hóa, Đồng Hóa, Đức Hóa, Hương Hóa, Kim Hóa, Lâm Hóa, Lê Hóa, Mai Hóa, Ngư Hóa, Phong Hóa, Sơn Hóa, Tiến Hóa, Thanh Hóa, Thanh Thạch, Thạch Hóa, Thuận Hóa, Văn Hóa |
| Tổng cộng                                                                 | 08 đơn vị đơn vị hành chính cấp huyện, gồm 06 huyện, 01 thị xã và 01 thành phố | 145 đơn vị hành chính cấp xã, gồm 122 xã, 15 phường và 08 thị trấn |

### TỉnhQuảng Trị

#### Năm 1989: Quốc hội khóa VIII, Kỳ họp thứ 5
- Nghị quyết ngày 30 tháng 6 năm 1989 của Quốc hội khóa VIII, Kỳ họp thứ 5[36] về việc phân vạch địa giới hành chính của các tỉnh Nghĩa Bình, Phú Khánh và Bình Trị Thiên:
- Tỉnh Bình Trị Thiên, tỉnh Quảng Trị

1. Chia tỉnh Bình Trị Thiên thành 3 tỉnh mới lấy tên là tỉnh Quảng Bình, tỉnh Quảng Trị và tỉnh Thừa Thiên Huế.
2. Tỉnh Quảng Trị có 4 đơn vị hành chính gồm: thị xã Đông Hà và 3 huyện: Bến Hải, Hướng Hóa và Triệu Hải. Tỉnh lỵ: thị xã Đông Hà.

#### Năm 1989: Quyết định số 134-HĐBT
- Quyết định số 134-HĐBT[53] ngày 1 tháng 7 năm 1989 của Hội đồng Bộ trưởng về việc thành lập thị xã Quảng Trị, tỉnh Quảng Trị:
- Huyện Triệu Hải, thị xã Quảng Trị

1. Thành lập thị xã Quảng Trị trên cơ sở thị trấn Quảng Trị (thuộc huyện Triệu Hải).
2. Thị xã Quảng Trị có 2 phường (phường 1 và phường 2) với với 547 ha diện tích tự nhiên và 12.500 nhân khẩu.
3. Sau khi thành lập thị xã Quảng Trị, huyện Triệu Hải còn 41 xã: Triệu Thượng, Triệu Ái, Triệu Giang, Triệu Thành, Triệu Long, Triệu Đại, Triệu Thuận, Triệu Độ, Triệu Hòa, Triệu Đông, Triệu Trung, Triệu Sơn, Triệu Tài, Triệu Vân, Triệu Lăng, Ba Lòng, Triệu Nguyên, Hải Phúc, Hải Chánh, Hải Sơn, Hải Trường, Hải Lâm, Hải Phú, Hải Thượng, Hải Lệ, Hải Tân, Hải Hòa, Hải Thọ, Hải Thiện, Hải Thành, Hải Xuân, Hải Quy, Hải Vĩnh, Hải Dương, Hải Ba, Hải Quế, Hải An và Hải Khê; với 101.053 ha diện tích tự nhiên và 137.621 nhân khẩu.

#### Năm 1990: Quyết định số 91-HĐBT
- Quyết định số 91-HĐBT[54] ngày 23 tháng 3 năm 1990 của Hội đồng Bộ trưởng về việc chia các huyện Bến Hải và Triệu Hải thuộc tỉnh Quảng Trị:
- Huyện Bến Hải, huyện Vĩnh Linh, huyện Gio Linh

1. Chia huyện Bến Hải thành hai huyện lấy tên là huyện Vĩnh Linh và huyện Gio Linh.
  1. Huyện Vĩnh Linh gồm thị trấn Vĩnh Linh và 20 xã: Vĩnh Sơn, Vĩnh Thủy, Vĩnh Lâm, Vĩnh Long, Vĩnh Thành, Vĩnh Chấp, Vĩnh Nam, Vĩnh Trung, Vĩnh Tú, Vĩnh Kim, Vĩnh Thạc, Vĩnh Hòa, Vĩnh Hiền, Vĩnh Tân, Vĩnh Giang, Vĩnh Thái, Vĩnh Quang, Vĩnh Ô, Vĩnh Hà, Vĩnh Khê, có 61.956 héc ta diện tích tự nhiên với 77.678 nhân khẩu.
  2. Huyện Gio Linh gồm 16 xã: Gio Mai, Gio Mỹ, Gio Quang, Gio Thành, Gio Phong, Gio Châu, Gio Việt, Gio Hải, Gio Sơn, Gio An, Trung Sơn, Trung Hải, Trung Giang, Linh Thượng, Vĩnh Trường và Hải Thái, có 48.157 héc ta diện tích tự nhiên với 59.228 nhân khẩu.

- Huyện Triệu Hải, huyện Triệu Phong, huyện Triệu Hải

1. Chia huyện Triệu Hải thành hai huyện lấy tên là Triệu Phong và huyện Hải Lăng.
  1. Huyện Triệu Phong gồm 21 xã: Triệu Thượng, Triệu Ái, Triệu Giang, Triệu Thành, Triệu Long, Triệu Đại, Triệu Thuận, Triệu Đô, Triệu Hoà, Triệu Đông, Triệu Trung, Triệu Sơn, Triệu Tài, Triệu Trạch, Triệu Phước, Triệu An, Triệu Vân, Triệu Lăng, Triệu Nguyên, Ba Lòng và Hải Phúc, có 51.200 héc ta diện tích tự nhiên với 91.412 nhân khẩu.
  2. Huyện Hải Lăng gồm 20 xã: Hải Chánh, Hải Sơn, Hải Trường, Hải Lâm, Hải Phú, Hải Thượng, Hải Lệ, Hải Tân, Hải Hòa, Hải Thọ, Hải Thiện, Hải Thành, Hải Xuân, Hải Quy, Hải Vĩnh, Hải Dương, Hải Ba, Hải Quế, Hải An và Hải Khê, có 49.853 héc ta diện tích tự nhiên với 82.209 nhân khẩu.

#### Năm 1991: Quyết định số 328-HĐBT
- Quyết định số 328-HĐBT[55] ngày 19 tháng 10 năm 1991 của Hội đồng Bộ trưởng về việc điều chỉnh địa giới thị xã Đông Hà và thành lập lại huyện Cam Lộ thuộc tỉnh Quảng Trị:
- Thị xã Đông Hà, huyện Cam Lộ

1. Tách 8 xã của thị xã Đông Hà là: Cam Chính, Cam Nghĩa, Cam Tuyền, Cam Thủy, Cam Thành, Cam Hiếu, Cam Thanh (trừ các thôn Nghĩa An, Thanh Lương chuyển về thị xã Đông Hà quản lý) và Cam Giang (trừ các thôn An Lạc, Đông Lai, Thượng Nghĩa, Đại Độ, Đình Tổ, Thượng Độ, Tây Trì chuyển về thị xã Đông Hà quản lý) để thành lập lại huyện Cam Lộ thuộc tỉnh Quảng Trị.
2. Sau khi phân vạch, điều chỉnh địa giới:
  1. Huyện Cam Lộ có 35.199 hécta diện tích tự nhiên và 34.975 nhân khẩu.
  2. Thị xã Đông Hà có 7.626 hécta diện tích tự nhiên và 60.685 nhân khẩu; bao gồm 5 phường: 1, 2, 3, 4, 5 và 2 xã: Triệu Lương, Triệu Lễ và các thôn Nghĩa An, Thanh Lương, An Lạc, Đông Lai, Thượng Nghĩa, Đại Độ, Đình Tổ, Thượng Độ, Tây Trì.

#### Năm 1991: Quyết định số 516-TCCP
- Quyết định số 516-TCCP[56] ngày 21 tháng 10 năm 1991 của Ban Tổ chức - Cán bộ Chính phủ về việc thành lập phường mới, đổi tên xã thuộc thị xã Đông Hà và huyện Cam Lộ tỉnh Quảng Trị:
- Thị xã Đông Hà

1. Thành lập phường Đông Thạnh trên cơ sở hai thôn Thanh Lương và Nghĩa An (của xã Cam Thanh giao cho thị xã quản lý) với 400 ha diện tích tự nhiên và 2748 nhân khẩu.
2. Thành lập phường Đông Giang trên cơ sở các thôn An Lạc, Đông Lai, Thượng Nghĩa, Đại Độ, Đình Tổ, Thượng Độ, Tây Trì (của xã Cam Giang giao cho thị xã quản lý) với 780 ha diện tích tự nhiên và 4108 nhân khẩu.

- Huyện Cam Lộ

1. Đổi tên xã Cam Giang thuộc huyện Cam Lộ thành xã Cam An.

#### Năm 1992: Quyết định số 116/TCCP
- Quyết định số 116/TCCP[57] ngày 9 tháng 3 năm 1992 của Ban Tổ chức - Cán bộ Chính phủ về việc phân vạch điều chỉnh địa giới một số xã thuộc huyện Gio Linh, tỉnh Quảng Trị:
- Huyện Gio Linh

1. Chia xã Gio An thành 2 xã mới là xã Gio An và xã Gio Bình.
2. Chia xã Gio Sơn thành 3 xã: Gio Sơn, xã Gio Hòa và Linh Hải.

#### Năm 1994: Nghị định số 79-CP
- Nghị định số 79-CP[58] ngày 1 tháng 8 năm 1994 của Chính phủ về việc thành lập thị trấn thuộc các huyện Hướng Hóa, Cam Lộ, Triệu Phong, Gio Linh, Hải Lăng và đổi tên thị trấn Vĩnh Linh thuộc huyện Vĩnh Linh, tỉnh Quảng Trị:
- Huyện Hướng Hóa

1. Thành lập thị trấn Lao Bảo thuộc huyện Hướng Hóa trên cơ sở xã Tân Phước (trừ bản Lệnh có diện tích tự nhiên 500 ha, nhân khẩu 205 giao cho xã Tân Thành quản lý và vùng rừng núi có diện tích tự nhiên 1.400 ha giao cho xã Hướng Phùng quản lý).

- Huyện Gio Linh

1. Thành lập thị trấn Gio Linh (thị trấn huyện lỵ) thuộc huyện Gio Linh trên cơ sở diện tích tự nhiên 326 ha, nhân khẩu 5.200 của xã Gio Châu; diện tích tự nhiên 843 ha, nhân khẩu 1.450 của xã Gio Phong; diện tích tự nhiên 40 ha, nhân khẩu 350 của xã Gio Bình.

- Huyện Cam Lộ

1. Thành lập thị trấn Cam Lộ (thị trấn huyện lỵ) thuộc huyện Cam Lộ trên cơ sở các thôn: An Hưng, Cam Lộ, Thượng Nguyên, Thiết Tràng, Nghĩa Hưng, Nam Hùng thuộc xã Cam Thành.

- Huyện Triệu Phong

1. Thành lập thị trấn Ái Tử (thị trấn huyện lỵ) thuộc huyện Triệu Phong trên cơ sở diện tích tự nhiên 8,76 ha, nhân khẩu 288 của xã Triệu Giang; diện tích tự nhiên 192 ha, nhân khẩu 1.602 của xã Triệu Ái; diện tích tự nhiên 150 ha, nhân khẩu 1.154 của xã Triệu Thượng.

- Huyện Hải Lăng

1. Thành lập thị trấn Hải Lăng (thị trấn huyện lỵ) thuộc huyện Hải Lăng trên cơ sở diện tích tự nhiên 158,1 ha, nhân khẩu 2.652 của xã Hải Thọ; diện tích tự nhiên 97,9 ha, nhân khẩu 1.395 của xã Hải Lâm.

- Huyện Vĩnh Linh

1. Thành lập thị trấn Bến Quan thuộc huyện Vĩnh Linh trên cơ sở diện tích tự nhiên 419 ha, nhân khẩu 3.421 của xã Vĩnh Hà.
2. Đổi tên thị trấn Vĩnh Linh thuộc huyện Vĩnh Linh thành thị trấn Hồ Xá.

#### Năm 1995: Quyết định số 762/TTg
- Quyết định số 762/TTg[59] ngày 22 tháng 11 năm 1995 của Thủ tướng Chính phủ về việc phân vạch địa giới hành chính giữa hai tỉnh Quảng Trị và Thừa Thiên Huế (chưa thực hiện):
- Tỉnh Quảng Trị, tỉnh Thừa Thiên Huế

1. Tuyến địa giới hành chính giữa hai tỉnh Quảng Trị và tỉnh Thừa Thiên Huế được thể hiện nhất quán trên các loại bản đồ 1/100.000 do Cục Đo đạc và bản đồ nhà nước phát hành năm 1962 và bàn đồ 1/50.000 UTM do Cục Đo đạc và Bản đồ nhà nước tái bản năm 1978, cụ thể: bắt đầu từ đinh Tam Boi (giáp Lào), đi qua đèo PeKe và đi theo các điểm cao: động Ca Cut, đinh Coc Tôn Bhai, động Ba Lê, động Chiên Dong, chạy qua cột mốc 655+030m ra đến biển Đông.
2. Tình Quảng Trị bàn giao nguyên trạng các thôn Tân Lập, Tân Xuân và Phú Kinh Phường về tỉnh Thừa Thiên Huế quản lý; thực hiện xâm canh xâm cư một phần thôn Câu Nhi Phường. Tỉnh Thừa Thiên Huế bàn giao nguyên trạng xã Hồng Thủy, huyện A Lưới, tỉnh Thừa Thiên Huế đang xâm canh, xâm cư trên đất xã A Bung về tỉnh Quảng Trị.

#### Năm 1996: Nghị định số 83-CP
- Quyết định số 83-CP[60] ngày 17 tháng 12 năm 1996 của Chính phủ về việc thành lập huyện Đakrông thuộc tỉnh Quảng Trị:
- Huyện Hướng Hóa, huyện Triệu Phong, huyện Đakrông

1. Thành lập huyện Đakrông thuộc tỉnh Quảng Trị trên cơ sở 10 xã của huyện Hướng Hóa (Mò Ó, Hướng Hiệp, Đakrông, Tà Long, Húc Nghì, Tà Rụt, A Vao, A Ngo, A Bung, Ba Nang) với 99.140 ha diện tích tự nhiên và 19.769 nhân khẩu và 3 xã của huyện Triệu Phong (Hải Phúc, Ba Lòng, Triệu Nguyên) với 19.197 ha diện tích tự nhiên và 4.911 nhân khẩu.
2. Huyện Đakrông có diện tích tự nhiên 118.337 ha và 24.680 nhân khẩu gồm 13 đơn vị hành chính cấp xã.
3. Sau khi điều chỉnh địa giới:
  1. Huyện Hướng Hóa còn lại 21 xã, thị trấn với 117.997 ha diện tích tự nhiên và 45.590 nhân khẩu.
  2. Huyện Triệu Phong còn lại 19 xã, thị trấn với 34.627,4 ha diện tích tự nhiên và 101.533 nhân khẩu.

#### Năm 1999: Nghị định 8/1999/NĐ-CP
- Nghị định số 8/1999/NĐ-CP[61] ngày 1 tháng 3 năm 1999 của Chính phủ về việc thành lập các phường Đông Lễ và Đông Lương thuộc thị xã Đông Hà, tỉnh Quảng Trị:
- Thị xã Đông Hà

1. Thành lập phường Đông Lễ trên cơ sở toàn bộ diện tích và dân số của xã Triệu Lễ.
2. Thành lập phường Đông Lương trên cơ sở toàn bộ diện tích, dân số của xã Triệu Lương.

#### Năm 2004: Nghị định số 8/2004/NĐ-CP
- Nghị định số 8/2004/NĐ-CP[62] ngày 2 tháng 1 năm 2004 của Chính phủ về việc thành lập xã, thị trấn thuộc các huyện Đakrông và Hướng Hóa, tỉnh Quảng Trị:
- Huyện Đakrông

1. Thành lập thị trấn Krông Klang - thị trấn huyện lỵ huyện Đakrông trên cơ sở 384,70 ha diện tích tự nhiên và 1.616 nhân khẩu của xã Mò Ó; 1.436,30 ha diện tích tự nhiên và 1.010 nhân khẩu của xã Hướng Hiệp.

- Huyện Hướng Hóa

1. Thành lập xã Hướng Việt thuộc huyện Hướng Hóa trên cơ sở 6.520 ha diện tích tự nhiên và 1.208 nhân khẩu của xã Hướng Lập.

#### Năm 2004: Nghị định số 174/2004/NĐ-CP
- Nghị định số 174/2004/NĐ-CP[63] ngày 1 tháng 10 năm 2004 của Chính phủ về việc thành lập huyện đảo Cồn Cỏ thuộc tỉnh Quảng Trị:
- Huyện Vĩnh Linh, huyện Cồn Cỏ

1. Thành lập huyện đảo Cồn Cỏ trên cơ sở toàn bộ diện tích tự nhiên và dân số của đảo Cồn Cỏ thuộc xã Vĩnh Quang, huyện Vĩnh Linh.
2. Sau khi điều chỉnh địa giới hành chính thành lập huyện đảo Cồn Cỏ:
  1. Huyện Vĩnh Linh thuộc tỉnh Quảng Trị còn lại 62.634,61 ha diện tích tự nhiên và 88.393 nhân khẩu có 22 đơn vị hành chính trực thuộc.
  2. Tỉnh Quảng Trị có 10 đơn vị hành chính trực thuộc, gồm 2 thị xã: Đông Hà, Quảng Trị và 8 huyện: Vĩnh Linh, Gio Linh, Cam Lộ, Triệu Phong, Hải Lăng, Hướng Hóa, Đakrông, Cồn Cỏ.

#### Năm 2005: Nghị định số 103/2002/NĐ-CP
- Nghị định số 103/2002/NĐ-CP[64] ngày 9 tháng 8 năm 2005 của Chính phủ về việc điều chỉnh địa giới hành chính và thành lập thị trấn Cửa Việt thuộc huyện Gio Linh, tỉnh Quảng Trị:
- Huyện Gio Linh

1. Thành lập thị trấn Cửa Việt thuộc huyện Gio Linh trên cơ sở 318,54 ha diện tích tự nhiên và 1.982 nhân khẩu của xã Gio Hải, 415,74 ha diện tích tự nhiên và 2.518 nhân khẩu của xã Gio Việt.
2. Điều chỉnh 286,60 ha diện tích tự nhiên và 386 nhân khẩu của xã Gio Thành thuộc huyện Gio Linh về xã Gio Việt quản lý.

#### Năm 2008: Nghị định số 31/2008/NĐ-CP
- Nghị định số 31/2008/NĐ-CP[65] ngày 19 tháng 3 năm 2008 của Chính phủ về việc điều chỉnh địa giới hành chính huyện Hải Lăng, huyện Triệu Phong để mở rộng địa giới hành chính thị xã Quảng Trị; điều chỉnh địa giới hành chính xã, phường để thành lập phường thuộc thị xã Quảng Trị, tỉnh Quảng Trị:
- Huyện Hải Lăng, huyện Triệu Phong, thị xã Quảng Trị

1. Điều chỉnh 89,5 ha diện tích tự nhiên của xã Hải Lệ thuộc huyện Hải Lăng về xã Hải Lâm quản lý.
2. Điều chỉnh 191,56 ha diện tích tự nhiên và 1.515 nhân khẩu của xã Triệu Thượng, huyện Triệu Phong; 6.576,55 ha diện tích tự nhiên và 4.181 nhân khẩu còn lại của xã Hải Lệ huyện Hải Lăng về thị xã Quảng Trị quản lý.

- Thị xã Quảng Trị

1. Thành lập phường An Đôn thuộc thị xã Quảng Trị trên cơ sở điều chỉnh 191,56 ha diện tích tự nhiên và 1.515 nhân khẩu (phần diện tích và nhân khẩu của xã Triệu Thượng, huyện Triệu Phong điều chỉnh về thị xã Quảng Trị); 69 ha diện tích tự nhiên và 96 nhân khẩu của phường 1.
2. Thành lập phường 3 thuộc thị xã Quảng Trị trên cơ sở điều chỉnh 139,93 ha diện tích tự nhiên và 3.966 nhân khẩu của phường 1; 44,60 ha diện tích tự nhiên và 3.137 nhân khẩu của phường 2.
3. Sau khi điều chỉnh địa giới hành chính diện tích tự nhiên, dân số và đơn vị hành chính trực thuộc thị xã Quảng Trị, huyện Triệu Phong và huyện Hải Lăng như sau:
  1. Thị xã Quảng Trị có 7.402,78 ha diện tích tự nhiên và 22.760 nhân khẩu, có 05 đơn vị hành chính trực thuộc, bao gồm: phường 1, phường 2, phường 3, phường An Đôn và xã Hải Lệ.
  2. Huyện Triệu Phong có 35.300,42 ha diện tích tự nhiên và 108.064 nhân khẩu, có 19 đơn vị hành chính trực thuộc, gồm các xã: Triệu Thượng, Triệu An, Triệu Vân, Triệu Phước, Triệu Độ, Triệu Trạch, Triệu Thuận, Triệu Đại, Triệu Hòa, Triệu Lăng, Triệu Sơn, Triệu Long, Triệu Tài, Triệu Đông, Triệu Trung, Triệu Ái, Triệu Giang, Triệu Thành và thị trấn Ái Tử.
  3. Huyện Hải Lăng có 42.368,12 ha diện tích tự nhiên và 99.429 nhân khẩu, có 20 đơn vị hành chính trực thuộc, gồm các xã: Hải Lâm, Hải An, Hải Ba, Hải Xuân, Hải Quy, Hải Quế, Hải Vĩnh, Hải Phú, Hải Thượng, Hải Dương, Hải Thiện, Hải Thành, Hải Hòa, Hải Tân, Hải Trường, Hải Thọ, Hải Sơn, Hải Chánh, Hải Khê và thị trấn Hải Lăng.

#### Năm 2009: Nghị quyết số 33/NQ-CP
- Nghị định số 33/NQ-CP[66] ngày 11 tháng 8 năm 2009 của Chính phủ về việc thành lập thành phố Đông Hà thuộc tỉnh Quảng Trị:
- Thành phố Đông Hà

1. Thành lập thành phố Đông Hà thuộc tỉnh Quảng Trị trên cơ sở toàn bộ diện tích tự nhiên, dân số và các đơn vị hành chính trực thuộc của thị xã Đông Hà.
2. Thành phố Đông Hà có diện tích tự nhiên 7.306,25 ha và 93.756 nhân khẩu, có 9 đơn vị hành chính cấp xã, gồm các phường: 1, 2, 3, 4, 5, Đông Giang, Đông Thanh, Đông Lương, Đông Lễ.

#### Năm 2009: Nghị quyết số 39/NQ-CP
- Nghị định số 39/NQ-CP[67] ngày 24 tháng 8 năm 2009 của Chính phủ về việc điều chỉnh địa giới hành chính xã, thành lập thị trấn Cửa Tùng thuộc huyện Vĩnh Linh, tỉnh Quảng Trị:
- Huyện Vĩnh Linh

1. Điều chỉnh 228,70 ha diện tích tự nhiên và 828 nhân khẩu của xã Vĩnh Thạch về xã Vĩnh Quang, huyện Vĩnh Linh để quản lý.
2. Thành lập thị trấn Cửa Tùng trên cơ sở nguyên trạng 469,4 ha diện tích tự nhiên và 6.256 nhân khẩu của xã Vĩnh Quang sau khi đã điều chỉnh địa giới hành chính.
3. Huyện Vĩnh Linh có 22 đơn vị hành chính trực thuộc, bao gồm: thị trấn Hồ Xá, thị trấn Bến Quan, thị trấn Cửa Tùng và các xã: Vĩnh Long, Vĩnh Hòa, Vĩnh Lâm, Vĩnh Trung, Vĩnh Hiền, Vĩnh Tú, Vĩnh Kim, Vĩnh Nam, Vĩnh Chấp, Vĩnh Thái, Vĩnh Thạch, Vĩnh Tân, Vĩnh Giang, Vĩnh Thành, Vĩnh Sơn, Vĩnh Thủy, Vĩnh Khê, Vĩnh Ô, Vĩnh Hà.

#### Năm 2019: Nghị quyết số 31/NQ-CP
- Nghị quyết số 31/NQ-CP[68] ngày 13 tháng 5 năm 2019 của Chính phủ về việc xác định địa giới hành chính giữa tỉnh Thừa Thiên Huế và tỉnh Quảng Trị tại hai khu vực do lịch sử để lại:
- Tỉnh Thừa Thiên Huế, tỉnh Quảng Trị

1. Khu vực xã Hồng Thủy giáp ranh giữa xã Hồng Thủy, huyện A Lưới, tỉnh Thừa Thiên Huế và xã A Bung, huyện Đa Krông, tỉnh Quảng Trị nằm trên 06 mảnh bản đồ địa hình tỷ lệ 1:10.000, hệ tọa độ quốc gia VN-2000 do Bộ Tài nguyên và Môi trường xuất bản năm 2009 (kèm theo), có phiên hiệu là: E-48-95-A-c-2, E-48-95-A-c-1, E-48-95-A-a-3, E-48-95-A-a-4, E-48-95-A- b-3, E-48-95-A-b-1 đường địa giới hành chính được xác định khởi đầu từ đỉnh núi cao 1064,1m (trên biên giới Việt Nam - Lào) theo hướng Bắc - Tây Bắc đi theo khe, giữa suối Pa Ay đến giao điểm giữa suối Pa Ay và khe (phía Tây mỏm núi cao 365,5m) chuyển hướng Tây đi giữa khe rồi theo sống núi đến đỉnh cao 655,3m, chuyển hướng Tây Bắc theo sống núi qua các đỉnh cao 586,3m, 573,3m, đến đỉnh núi cao 544,1m chuyển hướng chính là hướng Tây, tiếp tục đi theo sống núi qua các đỉnh cao 455,8m, 426,5m, 344,9m gặp khe Ky Chom rồi chuyển hướng Bắc - Tây Bắc đi giữa khe Ky Chom gặp suối Pa Ay, chuyển hướng Tây - Tây Bắc đi theo suối Pa Ay gặp ngã ba suối (phía Tây Nam mỏm núi cao 308,4m), chuyển hướng Bắc - Đông Bắc đi giữa khe, theo sông núi qua đỉnh cao 494,9m rồi theo khe đến giữa sông Đa Krông theo hướng Đông Bắc đến cống thoát nước giữa thôn Tru Pỉ và thôn Cựp, chuyển hướng Bắc đi theo khe đến các đỉnh cao 356,9m, 453,5m, 526,6m, 559,0m, 558,2m đến mỏm núi (phía Đông Nam đỉnh cao 678,0m), chuyển hướng Đông Nam đi theo sông núi cắt qua sông Đa Krông gặp đường Hồ Chí Minh, theo hướng chung Đông Nam, đi giữa đường Hồ Chí Minh đến-đỉnh đèo Pê Ke, theo hướng Đông rồi hướng Bắc đi theo sống núi đến đỉnh cao 1404,0m (động Ca Cút).
2. Khu vực thôn Câu Nhi giáp ranh giữa các xã Phong Thu, Phong Mỹ, huyện Phong Điền, tỉnh Thừa Thiên Huế và các thôn Tân Lập xã Hải Ba, Phú Xuân B (Tân Xuân) xã Hải Xuân, Phú Kinh Phường xã Hải Hòa, Câu Nhi xã Hải Chánh, huyện Hải Lăng, tỉnh Quảng Trị nằm trên 02 mảnh bản đồ địa hình tỷ lệ 1:10.000, hệ tọa độ quốc gia VN-2000 do Bộ Tài nguyên và Môi trường xuất bản năm 2009 (kèm theo), có phiên hiệu là: E-48-83-D-c-1, E-48- 83-D-c-2, đường địa giới hành chính được xác định khởi đầu từ ngã ba địa giới 3 xã: xã Hải Chánh, huyện Hải Lăng, tỉnh Quảng Trị và xã Phong Thu, xã Phong Mỹ, huyện Phong Điền, tỉnh Thừa Thiên Huế, được đánh dấu trên thực địa bằng mốc bê tông ba mặt cấp xã có số hiệu (HC-PT-PM)3X.1 (tại đỉnh cao 35,9m), theo hướng Đông Nam và Đông Bắc đi theo sống núi, qua suối và qua các đỉnh cao 31,6m, 56,1m, 84,2m, 63,2m, 36,9m đến đầu khe, theo hướng Bắc - Tây Bắc và Đông Bắc đi theo chân đồi và ruộng lúa đến hồ Bàu Thuốc, chuyển hướng Đông đi giữa hồ Bàu Thuốc rồi chuyển hướng Tây Bắc và Đông - Đông Nam đi theo ranh giới giữa ruộng và khu dân cư đến Quốc lộ 1A, theo hướng Tây Bắc đi giữa Quốc lộ 1A rồi chuyển hướng Đông Bắc đi theo ranh giới khu dân cư đến mốc bê tông hai mặt (là điểm địa giới hai tỉnh đã thống nhất).
3. Căn cứ đường địa giới hành chính đã được xác định tại thực địa và trên bản đồ, Ủy ban nhân dân tỉnh Thừa Thiên Huế thực hiện bàn giao để tỉnh Quảng Trị quản lý toàn bộ hiện trạng sử dụng đất đai, tài sản gắn liền với đất và nhân khẩu, hộ khẩu của thôn Pire 1 (thôn 6) và thôn Pire 2 (thôn 7) thuộc xã Hồng Thủy, huyện A Lưới, tỉnh Thừa Thiên Huế. Đồng thời, Ủy ban nhân dân tỉnh Quảng Trị thực hiện bàn giao để tỉnh Thừa Thiên Huế quản lý toàn bộ hiện trạng sử dụng đất đai, tài sản gắn liền với đất và nhân khẩu, hộ khẩu của thôn Phú Xuân B (Tân Xuân) xã Hải Xuân và thôn Phú Kinh Phường xã Hải Hòa, huyện Hải Lăng, tỉnh Quảng Trị.

#### Năm 2019: Nghị quyết số 832/NQ-UBTVQH14
- Nghị quyết số 832/NQ-UBTVQH14[69] ngày 17 tháng 12 năm 2019 của Ủy ban Thường vụ Quốc hội về việc sắp xếp các đơn vị hành chính cấp xã thuộc tỉnh Quảng Trị:
- Huyện Hải Lăng

1. Thành lập thị trấn Diên Sanh trên cơ sở nhập toàn bộ xã Hải Thọ và thị trấn Hải Lăng.
2. Thành lập xã Hải Phong trên cơ sở nhập toàn bộ xã Hải Hòa và xã Hải Tân.
3. Thành lập xã Hải Hưng trên cơ sở nhập toàn bộ xã Hải Vĩnh và xã Hải Xuân.
4. Thành lập xã Hải Định trên cơ sở nhập toàn bộ xã Hải Thiện và xã Hải Thành.
5. Sau khi sắp xếp, huyện Hải Lăng có 16 đơn vị hành chính cấp xã, gồm 15 xã và 01 thị trấn.

- Huyện Triệu Phong

1. Nhập toàn bộ xã Triệu Đông vào xã Triệu Thành.
2. Sau khi sắp xếp, huyện Triệu Phong có 18 đơn vị hành chính cấp xã, gồm 17 xã và 01 thị trấn.

- Huyện Cam Lộ

1. Thành lập xã Thanh An trên cơ sở nhập toàn bộ xã Cam Thanh và xã Cam An.
2. Sau khi sắp xếp, huyện Cam Lộ có 08 đơn vị hành chính cấp xã, gồm 07 xã và 01 thị trấn.

- Huyện Đakrông

1. Nhập toàn bộ xã Hải Phúc vào xã Ba Lòng.
2. Sau khi sắp xếp, huyện Đakrông có 13 đơn vị hành chính cấp xã, gồm 12 xã và 01 thị trấn.

- Huyện Hướng Hóa

1. Thành lập xã Lìa trên cơ sở nhập toàn bộ xã A Xing và xã A Túc.
2. Sau khi sắp xếp, huyện Hướng Hóa có 21 đơn vị hành chính cấp xã, gồm 19 xã và 02 thị trấn.

- Huyện Gio Linh

1. Thành lập xã Linh Trường trên cơ sở nhập toàn bộ xã Vĩnh Trường và xã Linh Thượng.
2. Nhập toàn bộ xã Gio Hòa vào xã Gio Sơn.
3. Thành lập xã Phong Bình trên cơ sở nhập toàn bộ xã Gio Bình và xã Gio Phong.
4. Điều chỉnh 9,82 km2 diện tích tự nhiên, 2.069 người của xã Gio Thành vào xã Gio Hải.
5. Nhập toàn bộ 3,22 km2 diện tích tự nhiên, 341 người của xã Gio Thành sau khi điều chỉnh địa giới đơn vị hành chính vào xã Gio Mai.
6. Sau khi sắp xếp, huyện Gio Linh có 17 đơn vị hành chính cấp xã, gồm 15 xã và 02 thị trấn.

- Huyện Vĩnh Linh

1. Nhập toàn bộ xã Vĩnh Tân vào thị trấn Cửa Tùng
2. Thành lập xã Kim Thạch trên cơ sở nhập toàn bộ Vĩnh Thạch và xã Vĩnh Kim.
3. Thành lập xã Trung Nam trên cơ sở nhập toàn bộ xã Vĩnh Trung và xã Vĩnh Nam.
4. Thành lập xã Hiền Thành trên cơ sở nhập toàn bộ xã Vĩnh Hiền và xã Vĩnh Thành.
5. Sau khi sắp xếp, huyện Vĩnh Linh có 18 đơn vị hành chính cấp xã, gồm 15 xã và 03 thị trấn.
6. Tỉnh Quảng Trị có 10 đơn vị hành chính cấp huyện, gồm 08 huyện, 01 thị xã và 01 thành phố; 125 đơn vị hành chính cấp xã, gồm 101 xã, 13 phường và 11 thị trấn.

#### Năm 2024: Nghị quyết số 1281/NQ-UBTVQH15
- Nghị quyết số 1281/NQ-UBTVQH15[70] ngày 14 tháng 11 năm 2024 của Ủy ban Thường vụ Quốc hội về việc sắp xếp đơn vị hành chính cấp xã thuộc tỉnh Quảng Trị giai đoạn 2023 - 2025:
- Huyện Gio Linh

1. Nhập toàn bộ xã Linh Hải vào xã Gio Sơn.
2. Điều chỉnh một phần diện tích tự nhiên là 8,25 km2, quy mô dân số là 1.456 người của xã Gio Châu vào xã Gio Quang.
3. Nhập toàn bộ diện tích tự nhiên là 8,93 km2, quy mô dân số là 3.272 người của xã Gio Châu sau khi điều chỉnh vào thị trấn Gio Linh.
4. Nhập toàn bộ xã Gio Việt vào thị trấn Cửa Việt.
5. Sau khi sắp xếp, huyện Gio Linh có 14 đơn vị hành chính cấp xã, gồm 12 xã và 02 thị trấn.

- Huyện Triệu Phong

1. Thành lập xã Triệu Cơ trên cơ sở nhập toàn bộ xã Triệu Sơn và xã Triệu Lăng.
2. Thành lập xã Triệu Tân trên cơ sở nhập toàn bộ xã Triệu Vân và xã Triệu An.
3. Sau khi sắp xếp, huyện Triệu Phong có 16 đơn vị hành chính cấp xã, gồm 15 xã và 01 thị trấn.

- Huyện Hải Lăng

1. Thành lập xã Hải Bình trên cơ sở nhập toàn bộ xã Hải Quế và xã Hải Ba.
2. Sau khi sắp xếp, huyện Hải Lăng có 15 đơn vị hành chính cấp xã, gồm 14 xã và 01 thị trấn.
3. Sau khi sắp xếp các đơn vị hành chính cấp xã, tỉnh Quảng Trị có 10 đơn vị hành chính cấp huyện, gồm 08 huyện, 01 thị xã và 01 thành phố; 119 đơn vị hành chính cấp xã, gồm 95 xã, 13 phường và 11 thị trấn.

| Đơn vị hành chính của tỉnh Quảng Trị (tính đến ngày 16 tháng 6 năm 2025) | Đơn vị hành chính của tỉnh Quảng Trị (tính đến ngày 16 tháng 6 năm 2025) | Đơn vị hành chính của tỉnh Quảng Trị (tính đến ngày 16 tháng 6 năm 2025) |
| Số thứ tự                                                                | Đơn vị hành chính cấp huyện                                              | Đơn vị hành chính cấp xã |
| ------------------------------------------------------------------------ | ------------------------------------------------------------------------ | --- |
| 1                                                                        | Thành phố Đông Hà                                                        | 9 phường: Phường 1, Phường 2, Phường 3, Phường 4, Phường 5, Đông Giang, Đông Lễ, Đông Lương, Đông Thanh |
| 2                                                                        | Thị xã Quảng Trị                                                         | 4 phường: Phường 1, Phường 2, Phường 3, An Đôn và xã Hải Lệ |
| 3                                                                        | Huyện Cam Lộ                                                             | Thị trấn Cam Lộ và 7 xã: Cam Chính, Cam Hiếu, Cam Nghĩa, Cam Thành, Cam Thủy, Cam Tuyền, Thanh An |
| 4                                                                        | Huyện Cồn Cỏ                                                             | |
| 5                                                                        | Huyện Đakrông                                                            | Thị trấn Krông Klang và 12 xã: A Bung, A Ngo, A Vao, Ba Lòng, Ba Nang, Đakrông, Húc Nghì, Hướng Hiệp, Mò Ó, Tà Long, Tà Rụt, Triệu Nguyên                                                                            |
| 6                                                                        | Huyện Gio Linh                                                           | 2 thị trấn: Cửa Việt, Gio Linh và 12 xã: Gio An, Gio Hải, Gio Mai, Gio Mỹ, Gio Quang, Gio Sơn, Hải Thái, Linh Trường, Phong Bình, Trung Giang, Trung Hải, Trung Sơn                                                  |
| 7                                                                        | Huyện Hải Lăng                                                           | Thị trấn Diên Sanh và 14 xã: Hải An, Hải Bình, Hải Chánh, Hải Dương, Hải Định, Hải Hưng, Hải Khê, Hải Lâm, Hải Phong, Hải Phú, Hải Quy, Hải Sơn, Hải Thượng, Hải Trường                                              |
| 8                                                                        | Huyện Hướng Hóa                                                          | 2 thị trấn: Khe Sanh, Lao Bảo và 19 xã: A Dơi, Ba Tầng, Húc, Hướng Lập, Hướng Linh, Hướng Lộc, Hướng Phùng, Hướng Sơn, Hướng Tân, Hướng Việt, Lìa, Tân Hợp, Tân Lập, Tân Liên, Tân Long, Tân Thành, Thanh, Thuận, Xy |
| 9                                                                        | Huyện Triệu Phong                                                        | Thị trấn Ái Tử và 15 xã: Triệu Ái, Triệu Sơn, Triệu Lăng, Triệu Đại, Triệu Độ, Triệu Giang, Triệu Hòa, Triệu Long, Triệu Phước, Triệu Tài, Triệu Vân, Triệu An, Triệu Thuận, Triệu Thượng, Triệu Trạch, Triệu Trung  |
| 10                                                                       | Huyện Vĩnh Linh                                                          | 3 thị trấn: Bến Quan, Cửa Tùng, Hồ Xá và 15 xã: Hiền Thành, Kim Thạch, Trung Nam, Vĩnh Chấp, Vĩnh Giang, Vĩnh Hà, Vĩnh Hòa, Vĩnh Khê, Vĩnh Lâm, Vĩnh Long, Vĩnh Ô, Vĩnh Sơn, Vĩnh Thái, Vĩnh Thủy, Vĩnh Tú           |
| Tổng cộng                                                                | 10 đơn vị hành chính cấp huyện, gồm 08 huyện, 01 thị xã và 01 thành phố  | 119 đơn vị hành chính cấp xã, gồm 95 xã, 13 phường và 11 thị trấn |

## Giai đoạn 2025 - nay

### Năm 2025: Nghị quyết số 202/2025/QH15
Ngày 12 tháng 6 năm 2025, Quốc hội ban hành Nghị quyết số 202/2025/QH15 về việc sắp xếp đơn vị hành chính cấp tỉnh (nghị quyết có hiệu lực từ ngày 12 tháng 6 năm 2025). Theo đó, sáp nhập tỉnh Quảng Bình vào tỉnh Quảng Trị.
Sau khi sáp nhập, tỉnh Quảng Trị có 12.700 km² diện tích tự nhiên và quy mô dân số là 1.870.845 người.

### Năm 2025: Nghị quyết số 203/2025/QH15
Ngày 16 tháng 6 năm 2025, Quốc hội ban hành Nghị quyết số 203/2025/QH15 về việc sửa đổi, bổ sung một số điều của Hiến pháp nước Cộng hòa xã hội chủ nghĩa Việt Nam. Theo đó, kết thúc hoạt động của đơn vị hành chính cấp huyện trong cả nước từ ngày 01 tháng 7 năm 2025.

### Năm 2025: Nghị quyết số 1680/NQ-UBTVQH15
- Nghị quyết số 1680/NQ-UBTVQH15[73] ngày 16 tháng 6 năm 2025 của Ủy ban Thường vụ Quốc hội về việc sắp xếp các đơn vị hành chính cấp xã của tỉnh Quảng Trị năm 2025:
- Tỉnh Quảng Trị

1. Sắp xếp toàn bộ diện tích tự nhiên, quy mô dân số của các xã Quảng Hòa, Quảng Lộc, Quảng Văn và Quảng Minh thành xã mới có tên gọi là xã Nam Gianh.
2. Sắp xếp toàn bộ diện tích tự nhiên, quy mô dân số của các xã Quảng Tân, Quảng Trung, Quảng Tiên, Quảng Sơn và Quảng Thủy thành xã mới có tên gọi là xã Nam Ba Đồn.
3. Sắp xếp toàn bộ diện tích tự nhiên, quy mô dân số của xã Trọng Hóa và xã Dân Hóa thành xã mới có tên gọi là xã Dân Hóa.
4. Sắp xếp toàn bộ diện tích tự nhiên, quy mô dân số của xã Hóa Sơn và xã Hóa Hợp thành xã mới có tên gọi là xã Kim Điền.
5. Sắp xếp toàn bộ diện tích tự nhiên, quy mô dân số của các xã Thượng Hóa, Trung Hóa, Minh Hóa và Tân Hóa thành xã mới có tên gọi là xã Kim Phú.
6. Sắp xếp toàn bộ diện tích tự nhiên, quy mô dân số của thị trấn Quy Đạt và các xã Xuân Hóa, Yên Hóa, Hồng Hóa thành xã mới có tên gọi là xã Minh Hóa.
7. Sắp xếp toàn bộ diện tích tự nhiên, quy mô dân số của xã Lâm Hóa và xã Thanh Hóa thành xã mới có tên gọi là xã Tuyên Lâm.
8. Sắp xếp toàn bộ diện tích tự nhiên, quy mô dân số của xã Thanh Thạch và xã Hương Hóa thành xã mới có tên gọi là xã Tuyên Sơn.
9. Sắp xếp toàn bộ diện tích tự nhiên, quy mô dân số của thị trấn Đồng Lê và các xã Kim Hóa, Lê Hóa, Thuận Hóa, Sơn Hóa thành xã mới có tên gọi là xã Đồng Lê.
10. Sắp xếp toàn bộ diện tích tự nhiên, quy mô dân số của các xã Đồng Hóa, Thạch Hóa và Đức Hóa thành xã mới có tên gọi là xã Tuyên Phú.
11. Sắp xếp toàn bộ diện tích tự nhiên, quy mô dân số của các xã Phong Hóa, Ngư Hóa và Mai Hóa thành xã mới có tên gọi là xã Tuyên Bình.
12. Sắp xếp toàn bộ diện tích tự nhiên, quy mô dân số của các xã Tiến Hóa, Châu Hóa, Cao Quảng và Văn Hóa thành xã mới có tên gọi là xã Tuyên Hóa.
13. Sắp xếp toàn bộ diện tích tự nhiên, quy mô dân số của các xã Phù Cảnh, Liên Trường và Quảng Thanh thành xã mới có tên gọi là xã Tân Gianh.
14. Sắp xếp toàn bộ diện tích tự nhiên, quy mô dân số của các xã Quảng Lưu, Quảng Thạch và Quảng Tiến thành xã mới có tên gọi là xã Trung Thuần.
15. Sắp xếp toàn bộ diện tích tự nhiên, quy mô dân số của các xã Quảng Phương, Quảng Xuân và Quảng Hưng thành xã mới có tên gọi là xã Quảng Trạch.
16. Sắp xếp toàn bộ diện tích tự nhiên, quy mô dân số của các xã Quảng Châu, Quảng Tùng và Cảnh Dương thành xã mới có tên gọi là xã Hòa Trạch.
17. Sắp xếp toàn bộ diện tích tự nhiên, quy mô dân số của các xã Quảng Đông, Quảng Phú, Quảng Kim và Quảng Hợp thành xã mới có tên gọi là xã Phú Trạch.
18. Sắp xếp toàn bộ diện tích tự nhiên, quy mô dân số của xã Tân Trạch và xã Thượng Trạch thành xã mới có tên gọi là xã Thượng Trạch.
19. Sắp xếp toàn bộ diện tích tự nhiên, quy mô dân số của thị trấn Phong Nha và các xã Lâm Trạch, Xuân Trạch, Phúc Trạch thành xã mới có tên gọi là xã Phong Nha.
20. Sắp xếp toàn bộ diện tích tự nhiên, quy mô dân số của các xã Thanh Trạch, Hạ Mỹ, Liên Trạch và Bắc Trạch thành xã mới có tên gọi là xã Bắc Trạch.
21. Sắp xếp toàn bộ diện tích tự nhiên, quy mô dân số của các xã Hải Phú (huyện Bố Trạch), Sơn Lộc, Đức Trạch và Đồng Trạch thành xã mới có tên gọi là xã Đông Trạch.
22. Sắp xếp toàn bộ diện tích tự nhiên, quy mô dân số của thị trấn Hoàn Lão và các xã Trung Trạch, Đại Trạch, Tây Trạch, Hòa Trạch thành xã mới có tên gọi là xã Hoàn Lão.
23. Sắp xếp toàn bộ diện tích tự nhiên, quy mô dân số của các xã Hưng Trạch, Cự Nẫm, Vạn Trạch và Phú Định thành xã mới có tên gọi là xã Bố Trạch.
24. Sắp xếp toàn bộ diện tích tự nhiên, quy mô dân số của thị trấn Nông trường Việt Trung, xã Nhân Trạch và xã Lý Nam thành xã mới có tên gọi là xã Nam Trạch.
25. Sắp xếp toàn bộ diện tích tự nhiên, quy mô dân số của thị trấn Quán Hàu và các xã Vĩnh Ninh, Võ Ninh, Hàm Ninh thành xã mới có tên gọi là xã Quảng Ninh.
26. Sắp xếp toàn bộ diện tích tự nhiên, quy mô dân số của các xã Tân Ninh, Gia Ninh, Duy Ninh và Hải Ninh thành xã mới có tên gọi là xã Ninh Châu.
27. Sắp xếp toàn bộ diện tích tự nhiên, quy mô dân số của các xã Vạn Ninh, An Ninh, Xuân Ninh và Hiền Ninh thành xã mới có tên gọi là xã Trường Ninh.
28. Sắp xếp toàn bộ diện tích tự nhiên, quy mô dân số của xã Trường Xuân và xã Trường Sơn thành xã mới có tên gọi là xã Trường Sơn.
29. Sắp xếp toàn bộ diện tích tự nhiên, quy mô dân số của thị trấn Kiến Giang và các xã Liên Thủy, Xuân Thủy, An Thủy, Phong Thủy, Lộc Thủy thành xã mới có tên gọi là xã Lệ Thủy.
30. Sắp xếp toàn bộ diện tích tự nhiên, quy mô dân số của các xã Cam Thủy (huyện Lệ Thủy), Thanh Thủy, Hồng Thủy và Ngư Thủy Bắc thành xã mới có tên gọi là xã Cam Hồng.
31. Sắp xếp toàn bộ diện tích tự nhiên, quy mô dân số của các xã Hưng Thủy, Sen Thủy và Ngư Thủy thành xã mới có tên gọi là xã Sen Ngư.
32. Sắp xếp toàn bộ diện tích tự nhiên, quy mô dân số của các xã Tân Thủy, Dương Thủy, Mỹ Thủy và Thái Thủy thành xã mới có tên gọi là xã Tân Mỹ.
33. Sắp xếp toàn bộ diện tích tự nhiên, quy mô dân số của các xã Trường Thủy, Mai Thủy và Phú Thủy thành xã mới có tên gọi là xã Trường Phú.
34. Sắp xếp toàn bộ diện tích tự nhiên, quy mô dân số của thị trấn Nông trường Lệ Ninh, xã Sơn Thủy và xã Hoa Thủythành xã mới có tên gọi là xã Lệ Ninh.
35. Sắp xếp toàn bộ diện tích tự nhiên, quy mô dân số của các xã Kim Thủy, Ngân Thủy và Lâm Thủy thành xã mới có tên gọi là xã Kim Ngân.
36. Sắp xếp toàn bộ diện tích tự nhiên, quy mô dân số của thị trấn Hồ Xá, xã Vĩnh Long và xã Vĩnh Chấp thành xã mới có tên gọi là xã Vĩnh Linh.
37. Sắp xếp toàn bộ diện tích tự nhiên, quy mô dân số của thị trấn Cửa Tùng và các xã Vĩnh Giang, Hiền Thành, Kim Thạch thành xã mới có tên gọi là xã Cửa Tùng.
38. Sắp xếp toàn bộ diện tích tự nhiên, quy mô dân số của các xã Vĩnh Thái, Trung Nam, Vĩnh Hòa và Vĩnh Tú thành xã mới có tên gọi là xã Vĩnh Hoàng.
39. Sắp xếp toàn bộ diện tích tự nhiên, quy mô dân số của các xã Vĩnh Lâm, Vĩnh Sơn và Vĩnh Thủy thành xã mới có tên gọi là xã Vĩnh Thủy.
40. Sắp xếp toàn bộ diện tích tự nhiên, quy mô dân số của thị trấn Bến Quan và các xã Vĩnh Ô, Vĩnh Hà, Vĩnh Khê thành xã mới có tên gọi là xã Bến Quan.
41. Sắp xếp toàn bộ diện tích tự nhiên, quy mô dân số của các xã Hải Thái, Linh Trường, Gio An và Gio Sơn thành xã mới có tên gọi là xã Cồn Tiên.
42. Sắp xếp toàn bộ diện tích tự nhiên, quy mô dân số của thị trấn Cửa Việt, xã Gio Mai và xã Gio Hải thành xã mới có tên gọi là xã Cửa Việt.
43. Sắp xếp toàn bộ diện tích tự nhiên, quy mô dân số của thị trấn Gio Linh và các xã Gio Quang, Gio Mỹ, Phong Bình thành xã mới có tên gọi là xã Gio Linh.
44. Sắp xếp toàn bộ diện tích tự nhiên, quy mô dân số của các xã Trung Hải, Trung Giang và Trung Sơn thành xã mới có tên gọi là xã Bến Hải.
45. Sắp xếp toàn bộ diện tích tự nhiên, quy mô dân số của thị trấn Cam Lộ và các xã Cam Thành, Cam Chính, Cam Nghĩa thành xã mới có tên gọi là xã Cam Lộ.
46. Sắp xếp toàn bộ diện tích tự nhiên, quy mô dân số của các xã Cam Thủy (huyện Cam Lộ), Cam Hiếu, Cam Tuyền và Thanh An thành xã mới có tên gọi là xã Hiếu Giang.
47. Sắp xếp toàn bộ diện tích tự nhiên, quy mô dân số của xã A Bung và xã A Ngo thành xã mới có tên gọi là xã La Lay.
48. Sắp xếp toàn bộ diện tích tự nhiên, quy mô dân số của các xã A Vao, Húc Nghì và Tà Rụt thành xã mới có tên gọi là xã Tà Rụt.
49. Sắp xếp toàn bộ diện tích tự nhiên, quy mô dân số của các xã Ba Nang, Tà Long và Đakrông thành xã mới có tên gọi là xã Đakrông.
50. Sắp xếp toàn bộ diện tích tự nhiên, quy mô dân số của xã Triệu Nguyên và xã Ba Lòng thành xã mới có tên gọi là xã Ba Lòng.
51. Sắp xếp toàn bộ diện tích tự nhiên, quy mô dân số của thị trấn Krông Klang, xã Mò Ó và xã Hướng Hiệp thành xã mới có tên gọi là xã Hướng Hiệp.
52. Sắp xếp toàn bộ diện tích tự nhiên, quy mô dân số của xã Hướng Việt và xã Hướng Lập thành xã mới có tên gọi là xã Hướng Lập.
53. Sắp xếp toàn bộ diện tích tự nhiên, quy mô dân số của các xã Hướng Sơn, Hướng Linh và Hướng Phùng thành xã mới có tên gọi là xã Hướng Phùng.
54. Sắp xếp toàn bộ diện tích tự nhiên, quy mô dân số của thị trấn Khe Sanh và các xã Tân Hợp, Húc, Hướng Tân thành xã mới có tên gọi là xã Khe Sanh.
55. Sắp xếp toàn bộ diện tích tự nhiên, quy mô dân số của các xã Tân Liên, Hướng Lộc và Tân Lập thành xã mới có tên gọi là xã Tân Lập.
56. Sắp xếp toàn bộ diện tích tự nhiên, quy mô dân số của xã Tân Thành (huyện Hướng Hóa), xã Tân Long và thị trấn Lao Bảo thành xã mới có tên gọi là xã Lao Bảo.
57. Sắp xếp toàn bộ diện tích tự nhiên, quy mô dân số của các xã Thanh, Thuận và Lìa thành xã mới có tên gọi là xã Lìa.
58. Sắp xếp toàn bộ diện tích tự nhiên, quy mô dân số của các xã Ba Tầng, Xy và A Dơi thành xã mới có tên gọi là xã A Dơi.
59. Sắp xếp toàn bộ diện tích tự nhiên, quy mô dân số của thị trấn Ái Tử, xã Triệu Thành và xã Triệu Thượng thành xã mới có tên gọi là xã Triệu Phong.
60. Sắp xếp toàn bộ diện tích tự nhiên, quy mô dân số của các xã Triệu Ái, Triệu Giang và Triệu Long thành xã mới có tên gọi là xã Ái Tử.
61. Sắp xếp toàn bộ diện tích tự nhiên, quy mô dân số của các xã Triệu Độ, Triệu Thuận, Triệu Hòa và Triệu Đại thành xã mới có tên gọi là xã Triệu Bình.
62. Sắp xếp toàn bộ diện tích tự nhiên, quy mô dân số của các xã Triệu Trung, Triệu Tài và Triệu Cơ thành xã mới có tên gọi là xã Triệu Cơ.
63. Sắp xếp toàn bộ diện tích tự nhiên, quy mô dân số của các xã Triệu Trạch, Triệu Phước và Triệu Tân thành xã mới có tên gọi là xã Nam Cửa Việt.
64. Sắp xếp toàn bộ diện tích tự nhiên, quy mô dân số của thị trấn Diên Sanh, xã Hải Trường và xã Hải Định thành xã mới có tên gọi là xã Diên Sanh.
65. Sắp xếp toàn bộ diện tích tự nhiên, quy mô dân số của các xã Hải Dương, Hải An và Hải Khê thành xã mới có tên gọi là xã Mỹ Thủy.
66. Sắp xếp toàn bộ diện tích tự nhiên, quy mô dân số của các xã Hải Phú (huyện Hải Lăng), Hải Lâm và Hải Thượng thành xã mới có tên gọi là xã Hải Lăng.
67. Sắp xếp toàn bộ diện tích tự nhiên, quy mô dân số của các xã Hải Sơn, Hải Phong và Hải Chánh thành xã mới có tên gọi là xã Nam Hải Lăng.
68. Sắp xếp toàn bộ diện tích tự nhiên, quy mô dân số của các xã Hải Quy, Hải Hưng và Hải Bình thành xã mới có tên gọi là xã Vĩnh Định.
69. Sắp xếp toàn bộ diện tích tự nhiên, quy mô dân số của các phường Đức Ninh Đông, Đồng Hải, Đồng Phú, Phú Hải, Hải Thành, Nam Lý, xã Bảo Ninh và xã Đức Ninh thành phường mới có tên gọi là phường Đồng Hới.
70. Sắp xếp toàn bộ diện tích tự nhiên, quy mô dân số của phường Bắc Lý, xã Lộc Ninh và xã Quang Phú thành phường mới có tên gọi là phường Đồng Thuận.
71. Sắp xếp toàn bộ diện tích tự nhiên, quy mô dân số của phường Bắc Nghĩa, phường Đồng Sơn, xã Nghĩa Ninh và xã Thuận Đức thành phường mới có tên gọi là phường Đồng Sơn.
72. Sắp xếp toàn bộ diện tích tự nhiên, quy mô dân số của các phường Quảng Phong, Quảng Long, Ba Đồn và xã Quảng Hải thành phường mới có tên gọi là phường Ba Đồn.
73. Sắp xếp toàn bộ diện tích tự nhiên, quy mô dân số của các phường Quảng Phúc, Quảng Thọ và Quảng Thuận thành phường mới có tên gọi là phường Bắc Gianh.
74. Sắp xếp toàn bộ diện tích tự nhiên, quy mô dân số của Phường 1 và Phường 3 (thành phố Đông Hà), Phường 4, phường Đông Giang, phường Đông Thanh thành phường mới có tên gọi là phường Đông Hà.
75. Sắp xếp toàn bộ diện tích tự nhiên, quy mô dân số của Phường 2 (thành phố Đông Hà), Phường 5, phường Đông Lễ và phường Đông Lương thành phường mới có tên gọi là phường Nam Đông Hà.
76. Sắp xếp toàn bộ diện tích tự nhiên, quy mô dân số của Phường 1, Phường 2 và Phường 3 (thị xã Quảng Trị), phường An Đôn, xã Hải Lệ thành phường mới có tên gọi là phường Quảng Trị.
77. Sắp xếp toàn bộ diện tích tự nhiên, quy mô dân số của huyện Cồn Cỏ thành đặc khu có tên gọi là đặc khu Cồn Cỏ.
78. Sau khi sắp xếp, tỉnh Quảng Trị có 78 đơn vị hành chính cấp xã, gồm 69 xã, 08 phường và 01 đặc khu; trong đó có 68 xã, 08 phường, 01 đặc khu hình thành sau sắp xếp và 01 xã không thực hiện sắp xếp là xã Tân Thành (huyện Minh Hóa).